# Premi e riconoscimenti di Taylor Swift
Questa è una lista dei premi e dei riconoscimenti ricevuti da Taylor Swift.

## 4Music Video Honours Awards
- 2012 – Miglior artista femminile[1]
- 2012 – Candidatura come miglior video per We Are Never Ever Getting Back Together[2]

## Academy of Country Music Awards (ACM Awards)
- 2007 – Candidatura come miglior nuova artista donna[3]
- 2008 – Miglior nuova artista donna[4]
- 2008 – Candidatura come artista donna dell'anno
- 2008 – Candidatura come album dell'anno
- 2009 – Candidatura come artista donna dell'anno[5]
- 2009 – Candidatura come video dell'anno per Love Story
- 2009 – Miglior album dell'anno per Fearless
- 2009 – Miglior Crystal Milestone Award
- 2010 – Candidatura come entertainer of the year[6]
- 2010 – Candidatura come artista donna dell'anno
- 2010 – Candidatura come video dell'anno per You Belong With Me
- 2010 – Candidatura come song of the year per You Belong With Me
- 2011 – Miglior Jim Reeves International Award[7]
- 2011 – Miglior entertainer of the year
- 2011 – Candidatura come artista donna dell'anno
- 2011 – Candidatura come album dell'anno per Speak Now
- 2012 – Miglior entertainer of the year[8]
- 2012 – Candidatura come artista donna dell'anno
- 2012 – Candidatura come video dell'anno per Mean
- 2013 – Candidatura come entertainer of the year[9]
- 2013 – Candidatura come female vocalist of the year
- 2013 – Candidatura come video dell'anno per We Are Never Ever Getting Back Together
- 2013 – Candidatura come album dell'anno per Red
- 2014 – Candidatura come entertainer of the year[10]
- 2014 – Candidatura come female vocalist of the year
- 2014 – Miglior video dell'anno per Highway Don't Care (con Tim McGraw e Keith Urban)
- 2014 – Candidatura come single record of the year per Highway Don't Care (con Tim McGraw e Keith Urban)
- 2014 – Candidatura come vocal event of the year per Highway Don't Care (con Tim McGraw e Keith Urban)
- 2015 – Miglior 50th Anniversary Milestone Award[11]
- 2019 – Candidatura come video dell'anno per Babe (con Sugarland)[12]
- 2022 – Candidatura come video dell'anno per I Bet You Think About Me (ft. Chris Stapleton)[13]

## ACE Eddie Awards
Gli ACE Eddie Awards sono noti anche come Eddie Awards.
- 2024 – Miglior Best Edited Variety Talk/Sketch Show or Special Event per Taylor Swift: The Eras Tour[14]

## Acervo Music Awards
- 2022 – Candidatura come Destaque Internacional[15]
- 2022 – Miglior Fandom do Ano (Global)[16]
- 2023 – Candidatura come Destaque Internacional[17]
- 2023 – Candidatura come Fandom Global do Ano[18]

## ADG Excellence in Production Design Awards
- 2020 – Candidatura come Short Format: Web Series, Music Video, or Commercial per Lover[19]
- 2020 – Candidatura come Variety, Reality, or Competition Series per Reputation Stadium Tour[20]
- 2021 – Candidatura come Short Format: Web Series, Music Video or Commercial per Cardigan[21]
- 2022 – Miglior Short Format: Web Series, Music Video or Commercial per All Too Well: The Short Film[22]

## AICP Post Awards
- 2021 – Candidatura come Editorial: Music Videos per Cardigan[23]
- 2021 – Candidatura come Editorial: Music Videos per Willow
- 2023 – Candidatura come Editorial: Music Video per Anti-Hero[24]
- 2023 – Candidatura come Color Grading: Music Video per Anti-Hero
- 2023 – Candidatura come Color Grading: Music Video per Bejeweled
- 2024 – Candidatura come Color Grading: Music Video a Roslyn Di Sisto per Karma[25]
- 2025 – Candidatura come Music Video per Fortnight[26] (in attesa)

## AIMP Nashville Country Awards
- 2023 – Candidatura come Canzone dell'Anno per All Too Well (Taylor's Version)[27]

## AllMusic Year in Review Awards
- 2008 – Miglior Album Pop Preferito per Fearless[28]
- 2008 – Miglior Album Preferito per Fearless[29]
- 2012 – Miglior Album Country Preferito per Red[30]
- 2019 – Miglior Album Pop Preferito per Lover[31]
- 2020 – Miglior Album Pop Preferito per Folklore
- 2020 – Miglior del 2020 secondo AllMusic per Folklore
- 2022 – Miglior Album Pop Preferito per Midnights
- 2022 – Miglior del 2022 secondo AllMusic per Midnights
- 2023 – Miglior Album Pop Preferito per 1989 (Taylor's Version)

## American Advertising Awards
- 2015 – Gold ADDY Award per l'imballaggio del CD o DVD per il design dell'album 1989[32]
- 2016 – Gold ADDY Award for Advertising per il 1989 World Tour Book Design
- 2018 – Gold ADDY Award per gli elementi della pubblicità filmata, video, animazione o effetti speciali o grafica in movimento per Call it What You Want
- 2019 – Gold ADDY Award for Advertising per la Reputation tour VIP Box
- 2019 – Gold ADDY Award for Advertising per il design del libro VIP del Reputation tour
- 2020 – Gold ADDY Award per la campagna di imballaggio di vendita e marketing per Lover

## American Country Awards (ACA Awards)
- 2010 – Candidatura come Artista dell'anno[33]
- 2010 – Candidatura come Artista femminile dell'anno
- 2010 – Candidatura come Pacchetto di tournée dell'anno per Fearless Tour
- 2011 – Candidatura come Artista dell'anno[34]
- 2011 – Candidatura come Artista femminile dell'anno
- 2011 – Candidatura come Pacchetto di tournée dell'anno per Speak Now World Tour
- 2011 – Candidatura come Album dell'anno per Speak Now
- 2011 – Candidatura come Singolo femminile dell'anno per Mean
- 2011 – Candidatura come Video femminile dell'anno per Back to December
- 2012 – Candidatura come Artista dell'anno[35]
- 2012 – Candidatura come Artista femminile dell'anno
- 2012 – Candidatura come Artista in tournée dell'anno
- 2012 – Candidatura come Singolo femminile dell'anno per Ours
- 2012 – Candidatura come Video femminile dell'anno per Ours
- 2013 – Candidatura come Artista dell'anno[36]
- 2013 – Candidatura come Artista femminile dell'anno
- 2013 – Candidatura come Artista in tournée dell'anno
- 2013 – Artista mondiale
- 2013 – Candidatura come Singolo femminile dell'anno per Begin Again
- 2013 – Candidatura come Video dell'anno per Begin Again
- 2013 – Candidatura come Video femminile dell'anno per Begin Again
- 2013 – Singolo collaborativo dell'anno per Highway Don't Care (con Tim McGraw e Keith Urban)
- 2013 – Video collaborativo dell'anno per Highway Don't Care (con Tim McGraw e Keith Urban)
- 2013 – Canzone dell'anno (Premio dei cantautori) per Highway Don't Care (con Tim McGraw e Keith Urban)

## American Country Countdown Awards
- 2014 – Candidatura come Vocalista femminile dell'anno[37]

## American Music Awards (AMAs)
- 2007 – Candidatura come Miglior artista femminile country[38]
- 2008 – Miglior artista femminile country[39]
- 2009 – Artista dell'anno[40]
- 2009 – Miglior artista femminile pop/rock
- 2009 – Miglior artista femminile country
- 2009 – Miglior artista adulta contemporanea
- 2009 – Miglior album country per Fearless
- 2009 – Candidatura come Miglior album pop/rock per Fearless
- 2010 – Miglior artista femminile country[41]
- 2011 – Artista dell'anno[42]
- 2011 – Miglior artista femminile country
- 2011 – Miglior album country per Speak Now
- 2012 – Miglior artista femminile country[43]
- 2013 – Artista dell'anno[44]
- 2013 – Miglior artista femminile pop/rock
- 2013 – Miglior artista femminile country
- 2013 – Miglior album country per Red
- 2013 – Candidatura come Miglior album pop/rock per Red
- 2014 – Dick Clark Award for Excellence[45]
- 2015 – Candidatura come Artista dell'anno[46]
- 2015 – Candidatura come Miglior artista femminile pop/rock
- 2015 – Miglior artista adulta contemporanea
- 2015 – Miglior album pop/rock per 1989
- 2015 – Canzone dell'anno per Blank Space
- 2015 – Candidatura come collaborazione dell'anno per Bad Blood
- 2018 – Artista dell'anno[47]
- 2018 – Miglior artista femminile pop/rock
- 2018 – Miglior album pop/rock per Reputation
- 2018 – Tour dell'anno per Reputation Stadium Tour
- 2019 – Artista del decennio[48]
- 2019 – Artista dell'anno[49]
- 2019 – Miglior artista femminile pop/rock
- 2019 – Miglior artista adulta contemporanea
- 2019 – Miglior video musicale per You Need to Calm Down
- 2019 – Miglior album pop/rock per Lover
- 2020 – Artista dell'anno[50]
- 2020 – Miglior artista femminile pop/rock
- 2020 – Miglior video musicale per Cardigan
- 2020 – Candidatura come Miglior album pop/rock per Folklore
- 2021 – Candidatura come Artista dell'anno[51]
- 2021 – Miglior artista femminile pop/rock
- 2021 – Miglior album pop/rock per Evermore
- 2022 – Artista dell'anno[52]
- 2022 – Miglior artista femminile pop/rock
- 2022 – Miglior artista femminile country
- 2022 – Miglior video musicale per All Too Well: The Short Film
- 2022 – Miglior album country per Red (Taylor's Version)
- 2022 – Miglior album pop/rock per Red (Taylor's Version)
- 2025 – Candidatura come artista dell'anno[53]
- 2025 – Candidatura come Favorite Touring Artist
- 2025 – Candidatura come Favorite Female Pop Artist
- 2025 – Candidatura come album dell'anno per The Tortured Poets Department
- 2025 – Candidatura come Favorite Pop Album per The Tortured Poets Department
- 2025 – Candidatura come collaborazione dell'anno per Fortnight

## American Society of Cinematographers Awards
- 2025 – Candidatura come ASC Music Video a Rodrigo Prieto per Fortnight[54]

## American Society of Magazine Editors Readers' Choice Awards (ASME Awards)
- 2020 – Candidatura come Best Cover per Taylor Swift: The Rolling Stone Interview[55]
- 2021 – Best Cover per Taylor Swift & Paul McCartney: The Rolling Stone Interview[56]
- 2024 – Candidatura come Best Cover per Person of the Year 2023: Taylor Swift[57]

## AMFT Awards
- 2015 – Video dell'anno per Bad Blood[58]
- 2016 – Miglior canzone country per Better Man (dei Little Big Town)
- 2016 – Miglior performance country duo/gruppo per Better Man (dei Little Big Town)
- 2020 – Album dell'anno per Folklore[59]
- 2020 – Miglior album folk per Folklore
- 2020 – Miglior canzone folk per Cardigan
- 2020 – Miglior performance folk per Exile (ft. Bon Iver)

## Anthem Awards
- 2024 – Premio nella categoria Human & Civil Rights – Awareness & Media Categories (Non Profit) a Vote.org + Taylor Swift on National Voter Registration Day[60]

## Antville Music Video Awards
- 2014 – Candidatura come Miglior performance per Blank Space[61]
- 2015 – Candidatura come Migliori effetti visivi per Out of the Woods[62]
- 2015 – Candidatura come Migliori effetti visivi per Bad Blood
- 2019 – Candidatura come Video dell'anno per Me![63]
- 2019 – Candidatura come Migliori effetti visivi per Me!

## Apple Music Awards
- 2020 – Songwriter of the Year[64]
- 2023 – Artist of the Year[65]
- 2024 – 100 Best Albums (18ª posizione) per 1989 (Taylor's Version)[66]

## APRA AMCOS Awards
Una canzone viene inclusa nella '1,000,000,000 List' quando raggiunge un miliardo di ascolti nelle principali piattaforme streaming, e il premio viene assegnato agli autori del brano che sono iscritti alla lista di APRA. Taylor Swift non è iscritta, ma una sua canzone, ME!, ha vinto il premio, assegnato al co-autore Joel Little, iscritto alla lista di APRA.
- 2021 – 1,000,000,000 List Award a ME!, scritta da Joel Little[68]

## APRA Awards
- 2010 – Candidatura come International Work of the Year per Love Story[69]
- 2016 – Candidatura come International Work of the Year per Blank Space[70]
- 2016 – Candidatura come International Work of the Year per Style

## APRA Music Awards
- 2024 – Most Performed International Work per Anti-Hero[71]

## ARIA Chart Awards
ARIA assegna un premio fisico a tutti i singoli e a tutti gli album che raggiungono la prima posizione nelle classifiche settimanali australiane. 13 album e 12 singoli di Taylor Swift hanno ottenuto il premio.
- 2008 – Love Story – #1 Single
- 2010 – Speak Now – #1 Album
- 2012 – Red – #1 Album
- 2014 – Shake It Off – #1 Single
- 2014 – 1989 – #1 Album
- 2014 – Blank Space – #1 Single
- 2015 – Bad Blood – #1 Single
- 2017 – Look What You Made Me Do – #1 Single
- 2017 – Reputation – #1 Album
- 2019 – Lover – #1 Album
- 2020 – Folklore – #1 Album
- 2020 – Cardigan – #1 Single
- 2020 – Evermore – #1 Album
- 2020 – Willow – #1 Single
- 2021 – Fearless (Taylor's Version) – #1 Album
- 2021 – Red (Taylor's Version) – #1 Album
- 2021 – All Too Well (Taylor's Version) – #1 Single
- 2022 – Midnights – #1 Album
- 2022 – Anti-Hero – #1 Single
- 2023 – Speak Now (Taylor's Version) – #1 Album
- 2023 – 1989 (Taylor's Version) – #1 Album
- 2023 – Is It Over Now? – #1 Single
- 2024 – Cruel Summer – #1 Single
- 2024 – The Tortured Poets Department – #1 Album
- 2024 – Fortnight – #1 Single

## ARIA Diamonds Awards
- 2015 – #1 Diamond Album per 1989[73]

## ARIA Music Awards
- 2010 – Candidatura come Most Popular International Artist[74]
- 2013 – Candidatura come Best International Artist[75]
- 2015 – Candidatura come Best International Artist[76]
- 2016 – Candidatura come Best International Artist[77]
- 2018 – Candidatura come Best International Artist[78]
- 2019 – Best International Artist[79]
- 2020 – Candidatura come Best International Artist[80]
- 2021 – Best International Artist[81]
- 2022 – Candidatura come Best International Artist[82]
- 2023 – Most Popular International Artist[83]
- 2024 – Most Popular International Artist[84]

## Art Directors Guild Awards
- 2020 – Candidatura come Variety, Reality or Event Special per Tamlyn Wright per Reputation Stadium Tour[85]
- 2020 – Candidatura come Short Format: Web Series, Music Video or Commercial per Kurt Gefke per Lover
- 2021 – Candidatura come Short Format: Webseries, Music Video or Commercial per Ethan Tobman per Cardigan[86]
- 2022 – Short Format: Webseries or Music Video per Ethan Tobman per All Too Well[87]
- 2023 – Candidatura come Short Format: Music Video Or Webseries per Ethan Tobman per Anti-Hero[88]
- 2023 – Candidatura come Short Format: Music Video Or Webseries per Ethan Tobman per Bejeweled
- 2024 – Short Format & Music Videos per Ethan Tobman per I Can See You[89]
- 2025 – Candidatura come Short Format & Music Videos per Ethan Tobman per Fortnight[90]

## A2IM Libera Awards
- 2012 – Candidatura come Road Warrior of the Year[91]
- 2013 – Candidatura come Album of the Year per Red[92]
- 2013 – Candidatura come Hardest Working Artist of the Year
- 2014 – Candidatura come Hardest Working Artist of the Year[93]
- 2015 – Candidatura come Album of the Year per 1989[94]
- 2018 – Independent Impact Award per Reputation[95]

## ASCAP Pop Music Awards
Poiché Taylor Swift non è membro della American Society of Composers, Authors and Publishers, bensì della Broadcast Music Incorporated (BMI), i premi vinti dalle sue canzoni sono associati ai co-autori che ne sono membri.
- 2013 – We Are Never Ever Getting Back Together (a Max Martin e Shellback)[96]
- 2014 – We Are Never Ever Getting Back Together (a Max Martin e Shellback)[97]
- 2014 – I Knew You Were Trouble (a Max Martin e Shellback)
- 2015 – Shake It Off (a Max Martin e Shellback)[98]
- 2016 – Bad Blood (a Kendrick Lamar, Max Martin e Shellback)[99]
- 2016 – Blank Space (a Max Martin e Shellback)
- 2016 – Shake It Off (a Max Martin e Shellback)
- 2016 – Style (a Max Martin, Ali Payami e Shellback)
- 2016 – Wildest Dreams (a Max Martin e Shellback)
- 2017 – Wildest Dreams (a Max Martin e Shellback)[100]
- 2019 – Delicate (a Max Martin e Shellback)[101]
- 2020 – Delicate (a Max Martin e Shellback)[102]
- 2020 – Me! (a Brendon Urie)
- 2022 – Willow (ad Aaron Dessner)[103]
- 2024 – Cruel Summer (a Annie Clark)[104]
- 2024 – Lavender Haze (a Zoe Kravitz)
- 2025 – Anti-Hero (a Jack Antonoff)[105]
- 2025 – Fortnight (a Jack Antonoff)
- 2025 – I Can Do It With A Broken Heart (a Jack Antonoff)
- 2025 – Is It Over Now? (a Jack Antonoff)
- 2025 – Karma (a Jack Antonoff)

## ASIA POP 40 Awards
- 2016 – No. 1 Artist of the Year 2015[106]

## Asian Pop Music Awards
- 2022 – Global Artist Award[107]

## Astra Film Awards
Il premio è noto anche come The Astra Awards.
- 2024 – Candidatura come Best Documentary Feature per Taylor Swift: The Eras Tour[108]

## Attitude Awards
- 2020 – Attitude Icon Award[109]

## Australian Academy of Cinema and Television Arts Audience Choice Awards (AACTA)
- 2024 – Candidatura come Favourite Film per Taylor Swift: The Eras Tour[110]

## Basenotes Reader Awards
- 2013 – Candidatura come Best New Celebrity Fragrance per Wonderstruck Enchanted[111]
- 2015 – Candidatura come Best New Celebrity Fragrance per Incredible Things[112]

## BBC Music Awards
- 2014 – Candidatura come International Artist of the Year[113]
- 2015 – International Artist of the Year[114]

## BBC Radio 1 Awards
- 2022 – Candidatura come Hottest Record of The Year Award per Anti-Hero[115]

## BBC Radio 1 Teen Awards
- 2016 – Most Entertaining Celebrity[116]
- 2018 – Candidatura come Best International Solo Artist[117]
- 2019 – Candidatura come Best International Solo Artist[118]

## BDS Certified Spin Awards
Tra il 2006 e il 2011, Taylor Swift ha vinto 22 BDS Certified Spin Awards.
- 2006 – BDS Spin 50k Award per Tim McGraw
- 2007 – BDS Spin 100k Award per Tim McGraw
- 2007 – BDS Spin 50k Award per Teardrops On My Guitar
- 2007 – BDS Spin 100k Award per Teardrops On My Guitar
- 2008 – BDS Spin 50k Award per Picture To Burn
- 2009 – BDS Spin 100k Award per Fifteen
- 2009 – BDS Spin 600k Award per Love Story
- 2009 – BDS Spin 300k Award per Our Song
- 2009 – BDS Spin 100k Award per You Belong With Me
- 2009 – BDS Spin 200k Award per You Belong With Me
- 2009 – BDS Spin 300k Award per You Belong With Me
- 2009 – BDS Spin 400k Award per You Belong With Me
- 2009 – BDS Spin 500k Award per You Belong With Me
- 2009 – BDS Spin 600k Award per You Belong With Me
- 2010 – BDS Spin 700k Award per Love Story
- 2010 – BDS Spin 50k Award per Mine
- 2010 – BDS Spin 100k Award per Mine
- 2010 – BDS Spin 400k Award per Teardrops On My Guitar
- 2010 – BDS Spin 500k Award per Teardrops On My Guitar
- 2010 – BDS Spin 700k Award per You Belong With Me
- 2010 – BDS Spin 50k Award per Two Is Better Than One
- 2011 – BDS Spin 100k Award per Mean

## BenBoard Music Awards
Durante la sua carriera, Taylor Swift ha vinto 9 BenBoard Music Awards.
- 2012 – Best Country Artist[127]
- 2012 – Song of the Year per We Are Never Ever Getting Back Together
- 2012 – Country Song of the Year per We Are Never Ever Getting Back Together
- 2013 – Best Country Artist[128]
- 2013 – Best Country Song per Everything Has Changed
- 2013 – Candidatura come Best Female Artist[129]
- 2013 – Candidatura come Best Social Artist
- 2016 – Candidatura come Song of the Year per Bad Blood
- 2016 – Candidatura come Best Pop Song: Collab per Bad Blood
- 2016 – Candidatura come Best Video per Bad Blood
- 2016 – Candidatura come Best Tour per il 1989 World Tour

## Berlin Music Video Awards
- 2020 – Candidatura come Best Cinematography per You Need to Calm Down[130]

## Big Machine Honor Awards
- 2009 – Big Machine Honor Award per Fearless
- 2011 – Big Machine Honor Award per Speak Now

## Billboard Live Music Awards
I Billboard Live Music Awards erano noti come Billboard Touring Conference and Awards o Billboard Touring Awards fino al 2018.
- 2010 – Top Package per Fearless Tour[131]
- 2010 – Candidatura come Eventful Fans' Choice Award[132]
- 2011 – Concert Marketing and Promotion Award per Speak Now World Tour[133]
- 2011 – Candidatura come Top Package per Speak Now World Tour
- 2011 – Candidatura come Eventful Fans' Choice Award per Speak Now World Tour
- 2012 – Candidatura come Top Package[134]
- 2012 – Candidatura come Eventful Fans' Choice Award
- 2013 – Top Package per The Red Tour[135]
- 2013 – Candidatura come Concert Marketing and Promotion Award per The Red Tour
- 2013 – Candidatura come Eventful Fans' Choice Award
- 2015 – Candidatura come Top Tour per The 1989 World Tour[136]
- 2015 – Candidatura come Top Draw
- 2018 – Candidatura come Top Tour per Reputation Stadium Tour[137]
- 2018 – Top U.S. Tour per Reputation Stadium Tour
- 2018 – Candidatura come Top Boxscore per Taylor Swift's Reputation Stadium Tour: MetLife Stadium
- 2018 – Candidatura come Top Draw
- 2019 – Candidatura come Concert and Marketing Promotions Award per Taylor Swift x FujiFilm Activation for the Reputation Stadium Tour[138]

## Billboard Mid-Year Music Awards
- 2013 – First-Half MVP[139]
- 2013 – Favorite Billboard 200 No. 1 Album per Red
- 2013 – Candidatura come Best Music Video per Everything Has Changed
- 2013 – Best Tour per The Red Tour
- 2013 – Candidatura come Best TV Performance per Taylor Swift ai Billboard Music Awards
- 2013 – Candidatura come Most Overrated Artist
- 2015 – Candidatura come First-Half MVP[140]
- 2015 – Candidatura come Favorite Top 5 Hot 100 Song per Bad Blood
- 2015 – Favorite No. 1 Billboard 200 Album per 1989
- 2015 – Best Music Video per Bad Blood
- 2015 – Hottest Couple per Taylor Swift e Calvin Harris
- 2015 – Candidatura come Best Style
- 2015 – Candidatura come Best Tour per The 1989 World Tour

## Billboard Music Awards
- 2011 – Candidatura come Miglior artista[141]
- 2011 – Candidatura come Miglior artista femminile
- 2011 – Top Billboard 200 Artist
- 2011 – Miglior artista country
- 2011 – Candidatura come Top Billboard 200 Album per Speak Now
- 2011 – Miglior album country per Speak Now
- 2011 – Candidatura come Top Country Song per Mine
- 2012 – Candidatura come Miglior artista in tour[142]
- 2012 – Candidatura come Top Country Artist
- 2012 – Woman of the Year
- 2013 – Miglior artista[143]
- 2013 – Miglior artista femminile
- 2013 – Top Billboard 200 Artist
- 2013 – Candidatura come Top Hot 100 Artist
- 2013 – Candidatura come Billboard Milestone Award
- 2013 – Top Country Artist
- 2013 – Candidatura come Top Social Artist
- 2013 – Top Digital Songs Artist
- 2013 – Top Billboard 200 Album per Red
- 2013 – Top Country Album per Red
- 2013 – Candidatura come Top Streaming Song (Video) per We Are Never Ever Getting Back Together
- 2013 – Top Country Song per We Are Never Ever Getting Back Together
- 2014 – Candidatura come Top Social Artist[144]
- 2014 – Candidatura come Top Country Artist
- 2015 – Miglior artista[145]
- 2015 – Miglior artista femminile
- 2015 – Top Billboard 200 Artist
- 2015 – Top Hot 100 Artist
- 2015 – Candidatura come Top Radio Songs Artist
- 2015 – Top Digital Songs Artist
- 2015 – Candidatura come Top Streaming Artist
- 2015 – Candidatura come Top Social Artist
- 2015 – Billboard Chart Achievement Award (votato dai fan)
- 2015 – Top Billboard 200 Album per 1989
- 2015 – Candidatura come Top Hot 100 Song per Shake It Off
- 2015 – Candidatura come Top Digital Song per Shake It Off
- 2015 – Miglior canzone streaming (video) per Shake It Off
- 2015 – Candidatura come Miglior canzone streaming (video) per Blank Space
- 2016 – Candidatura come Miglior artista[146]
- 2016 – Candidatura come Miglior artista femminile
- 2016 – Candidatura come Top Billboard 200 Artist
- 2016 – Candidatura come Top Hot 100 Artist
- 2016 – Candidatura come Top Radio Songs Artist
- 2016 – Candidatura come Top Social Media Artist
- 2016 – Miglior artista in tour
- 2016 – Candidatura come Top Billboard 200 Album per 1989
- 2018 – Candidatura come Miglior artista[147]
- 2018 – Miglior artista femminile
- 2018 – Candidatura come Top Billboard 200 Artist
- 2018 – Miglior artista in tour
- 2018 – Candidatura come Top Selling Album Artist
- 2018 – Candidatura come Top Billboard 200 Album per reputation
- 2019 – Candidatura come Miglior artista[148]
- 2019 – Candidatura come Miglior artista femminile
- 2019 – Candidatura come Top Billboard 200 Artist
- 2019 – Candidatura come Top Selling Album Artist
- 2019 – Candidatura come Top Radio Songs Artist
- 2019 – Miglior artista in tour
- 2019 – Billboard Chart Achievement Award (votato dai fan)
- 2020 – Candidatura come Top Billboard 200 Artist[149]
- 2020 – Candidatura come Miglior artista femminile
- 2020 – Candidatura come Top Billboard 200 Album
- 2020 – Candidatura come Miglior artista in tour
- 2021 – Candidatura come Miglior artista[150]
- 2021 – Top Billboard 200 Artist
- 2021 – Miglior artista femminile
- 2021 – Top Billboard 200 Album per folklore
- 2021 – Candidatura come Billboard Chart Achievement Award (votato dai fan)
- 2022 – Candidatura come Miglior artista[151]
- 2022 – Miglior artista femminile
- 2022 – Candidatura come Top Billboard 200 Artist
- 2022 – Miglior artista in tour
- 2022 – Candidatura come Top Selling Song per All Too Well (10 Minute Version)
- 2022 – Billboard Chart Achievement Award (votato dai fan)
- 2022 – Candidatura come Top Billboard 200 Album per evermore
- 2023 – Candidatura come Miglior artista[152]
- 2023 – Miglior artista femminile
- 2023 – Top Billboard 200 Artist
- 2023 – Miglior artista in tour
- 2023 – Top Global 200 Artist
- 2023 – Top Global (esclusi gli USA) Artist
- 2023 – Candidatura come Top Streaming Songs Artist
- 2023 – Top Selling Song per Anti-Hero
- 2023 – Billboard Chart Achievement Award (votato dai fan)
- 2023 – Top Billboard 200 Album per Midnights
- 2024 – Top Artist[153]
- 2024 – Top Female Artist
- 2024 – Top Billboard 200 Artist
- 2024 – Top Hot 100 Artist
- 2024 – Top Radio Songs Artist
- 2024 – Top Streaming Songs Artist
- 2024 – Candidatura come Top Songs Sales Artist
- 2024 – Candidatura come Top Hot 100 Producer
- 2024 – Top Hot 100 Songwriter
- 2024 – Top Global 200 Artist
- 2024 – Top Global 200 (Excl. US) Artist
- 2024 – Candidatura come Top Collaboration per Fortnight
- 2024 – Candidatura come Top Radio Song per Cruel Summer
- 2024 – Candidatura come Top Global 200 Song per Cruel Summer
- 2024 – Candidatura come Top Global 200 (Excl. US) Song per Cruel Summer
- 2024 – Top Billboard 200 Album per The Tortured Poets Department
- 2024 – Candidatura come Top Billboard 200 Album per 1989 (Taylor's Version)

## Billboard The Power 100 List
Oltre a vincere il premio nel 2024, Taylor Swift è stata inclusa nella lista del 2012; il premio è assegnato solamente all'artista che occupa la prima posizione.
- 2024 – No.1 Billboard's Power list

## Billboard Women in Music
- 2011 – Donna dell'anno[156]
- 2014 – Donna dell'anno[157]
- 2019 – Donna del decennio[158]

## Billboard Year-End Awards
- 2009 – Artista dell'anno (donna)[159]

## Bizarre Awards
- 2014 – Bizarre’s Woman of the Year[160]

## BMI, Big Machine & Sony/ATV
- 2008 – No. 1 Hit Song per Our Song[161]

## BMI Country Awards
- 2007 – Award-Winning Song per Tim McGraw[162]
- 2008 – Award-Winning Song per Our Song[163]
- 2008 – Award-Winning Song per Teardrops On My Guitar
- 2008 – Song of the Year per Teardrops On My Guitar
- 2009 – Award-Winning Song per Should've Said No[164]
- 2009 – Award-Winning Song per Picture to Burn
- 2009 – Award-Winning Song per Love Story
- 2009 – Song of the Year per Love Story
- 2010 – Songwriter of the Year[165]
- 2010 – Song of the Year per You Belong with Me
- 2010 – Award-Winning Song per You Belong with Me
- 2010 – Award-Winning Song per Fifteen
- 2010 – Award-Winning Song per Best Days of Your Life (con Kellie Pickler)
- 2010 – Award-Winning Song per White Horse
- 2011 – Award-Winning Song per Back To December[166]
- 2011 – Award-Winning Song per Fearless
- 2011 – Award-Winning Song per Mine
- 2012 – Top 50 Song per Mean[167]
- 2012 – Top 50 Song per Sparks Fly
- 2013 – Top 50 Song per Begin Again[168]
- 2013 – Top 50 Song per Ours
- 2014 – Top 50 Song per Highway Don't Care (con Tim McGraw)[169]
- 2014 – Top 50 Song per Red
- 2017 – Top 50 Song per Better Man[170]
- 2019 – Top 50 Song per Babe[171]

## BMI London Awards
- 2014 – Award-Winning Song per Everything Has Changed (per Ed Sheeran)[172]
- 2018 – Pop Award per Look What You Made Me Do (per i Right Said Fred)[173]
- 2019 – Pop Award per End Game (per Joe Alwyn)[174]
- 2021 – Award-Winning Song per Betty (per Joe Alwyn)[175]
- 2022 – Award-Winning Song per Exile (per Joe Alwyn)[176]
- 2024 – Award-Winning Song per Sweet Nothing (per Joe Alwyn)[177]

## BMI Pop Awards
- 2009 – BMI President's Award[178]
- 2009 – BMI Pop Award per Teardrops On My Guitar
- 2010 – Canzone dell'anno per Love Story[179]
- 2010 – BMI Pop Award per Love Story
- 2010 – BMI Pop Award per You Belong with Me (prima volta)
- 2011 – BMI Pop Award per You Belong with Me (seconda volta)[180]
- 2011 – BMI Pop Award per Two Is Better Than One (con Boys Like Girls)
- 2012 – BMI Pop Award per Mine[181]
- 2013 – BMI Pop Award per We Are Never Ever Getting Back Together[182]
- 2014 – BMI Pop Award per I Knew You Were Trouble[183]
- 2015 – Cantautrice dell'anno[184]
- 2015 – BMI Pop Award per 22
- 2015 – BMI Pop Award per Everything Has Changed (ft. Ed Sheeran)
- 2015 – BMI Pop Award per Shake It Off
- 2016 – Taylor Swift Award[185]
- 2016 – Cantautrice dell'anno[186]
- 2016 – BMI Pop Award per Bad Blood (ft. Kendrick Lamar)
- 2016 – BMI Pop Award per Blank Space
- 2016 – BMI Pop Award per Style
- 2016 – BMI Pop Award per Wildest Dreams
- 2017 – BMI Pop Award per This Is What You Came For (di Calvin Harris)[187]
- 2018 – BMI Pop Award per I Don't Wanna Live Forever (con Zayn)[188]
- 2019 – BMI Pop Award per Look What You Made Me Do[189]
- 2019 – BMI Pop Award per ...Ready for It?
- 2019 – BMI Pop Award per End Game
- 2019 – BMI Pop Award per Delicate
- 2019 – Cantautrice dell'anno
- 2020 – BMI Pop Award per Me![190]
- 2020 – BMI Pop Award per You Need To Calm Down
- 2021 – BMI Pop Award per Lover[191]
- 2021 – BMI Pop Award per The Man
- 2022 – BMI Pop Award per Cardigan[192]
- 2022 – BMI Pop Award per Willow
- 2022 – BMI Pop Award per Deja Vu (di Olivia Rodrigo)
- 2023 – BMI Pop Award per All Too Well[193]
- 2023 – BMI Pop Award per Message in a Bottle
- 2024 – Cantautrice dell'anno
- 2024 – BMI Pop Award per Anti-Hero
- 2024 – BMI Pop Award per Bejeweled
- 2024 – BMI Pop Award per Cruel Summer
- 2024 – BMI Pop Award per Karma
- 2024 – BMI Pop Award per Lavender Haze
- 2024 – BMI Pop Award per Maroon
- 2024 – BMI Pop Award per Midnight Rain
- 2024 – BMI Pop Award per Snow On The Beach
- 2024 – BMI Pop Award per Vigilante Shit
- 2024 – BMI Pop Award per You're On Your Own, Kid
- 2025 – Cantautrice dell'anno[194]
- 2025 – BMI Pop Award per Don't Blame Me
- 2025 – BMI Pop Award per Down Bad
- 2025 – BMI Pop Award per Fortnight
- 2025 – BMI Pop Award per I Can Do It With a Broken Heart
- 2025 – BMI Pop Award per Is It Over Now?
- 2025 – BMI Pop Award per Now That We Don’t Talk
- 2025 – BMI Pop Award per Who's Afraid of Little Old Me?

## BMI Publisher Awards
I BMI Publisher Awards sono associati alla Taylor Alison Swift Rights Music Publisher.
- 2007 – Taylor Alison Swift Rights Music Publisher per Tim McGraw[195]
- 2008 – Taylor Alison Swift Rights Music Publisher per Our Song
- 2008 – Taylor Alison Swift Rights Music Publisher per Teardrops On My Guitar
- 2008 – Taylor Alison Swift Rights Music Publisher per Teardrops On My Guitar – Song of the Year
- 2009 – Taylor Alison Swift Rights Music Publisher per Love Story
- 2009 – Taylor Alison Swift Rights Music Publisher per Love Story – Song of the Year
- 2009 – Taylor Alison Swift Rights Music Publisher per Picture To Burn
- 2009 – Taylor Alison Swift Rights Music Publisher per Should've Said No
- 2010 – Taylor Alison Swift Rights Music Publisher per Best Days of Your Life[196]
- 2010 – Taylor Alison Swift Rights Music Publisher per Fifteen
- 2010 – Taylor Alison Swift Rights Music Publisher per White Horse
- 2010 – Taylor Alison Swift Rights Music Publisher per You Belong With Me
- 2010 – Taylor Alison Swift Rights Music Publisher per You Belong With Me – Song of the Year
- 2011 – Taylor Alison Swift Rights Music Publisher per Two Is Better Than One[197]
- 2011 – Taylor Alison Swift Rights Music Publisher per Back To December
- 2011 – Taylor Alison Swift Rights Music Publisher per Fearless
- 2011 – Taylor Alison Swift Rights Music Publisher per Mine
- 2012 – Taylor Alison Swift Rights Music Publisher per Mean
- 2012 – Taylor Alison Swift Rights Music Publisher per Sparks Fly
- 2013 – Taylor Alison Swift Rights Music Publisher per Begin Again
- 2013 – Taylor Alison Swift Rights Music Publisher per Ours
- 2013 – Taylor Alison Swift Rights Music Publisher per We Are Never Ever Getting Back Together
- 2014 – Taylor Alison Swift Rights Music Publisher per Red
- 2014 – Taylor Alison Swift Rights Music Publisher per I Knew You Were Trouble[198]
- 2015 – Taylor Alison Swift Rights Music Publisher per 22
- 2015 – Taylor Alison Swift Rights Music Publisher per Everything Has Changed
- 2015 – Taylor Alison Swift Rights Music Publisher per Shake It Off
- 2016 – Taylor Alison Swift Rights Music Publisher per Bad Blood
- 2016 – Taylor Alison Swift Rights Music Publisher per Blank Space
- 2016 – Taylor Alison Swift Rights Music Publisher per Style
- 2016 – Taylor Alison Swift Rights Music Publisher per Wildest Dreams
- 2017 – Taylor Alison Swift Rights Music Publisher per Better Man
- 2017 – Taylor Alison Swift Rights Music Publisher per This Is What You Came For
- 2018 – Taylor Alison Swift Rights Music Publisher per I Don't Wanna Live Forever
- 2019 – Taylor Alison Swift Rights Music Publisher per Babe
- 2019 – Taylor Alison Swift Rights Music Publisher per Delicate[199]
- 2019 – Taylor Alison Swift Rights Music Publisher per End Game
- 2019 – Taylor Alison Swift Rights Music Publisher per Look What You Made Me Do
- 2019 – Taylor Alison Swift Rights Music Publisher per ...Ready For It?
- 2020 – Taylor Alison Swift Rights Music Publisher per ME!
- 2020 – Taylor Alison Swift Rights Music Publisher per You Need To Calm Down
- 2021 – Taylor Alison Swift Rights Music Publisher per Lover
- 2021 – Taylor Alison Swift Rights Music Publisher per The Man
- 2022 – Taylor Alison Swift Rights Music Publisher per Cardigan
- 2022 – Taylor Alison Swift Rights Music Publisher per Willow
- 2022 – Taylor Alison Swift Rights Music Publisher per Deja vu
- 2023 – Taylor Alison Swift Rights Music Publisher per All Too Well[200]
- 2023 – Taylor Alison Swift Rights Music Publisher per Message in a Bottle
- 2024 – Taylor Alison Swift Rights Music Publisher per Anti-Hero
- 2024 – Taylor Alison Swift Rights Music Publisher per Bejeweled
- 2024 – Taylor Alison Swift Rights Music Publisher per Cruel Summer
- 2024 – Taylor Alison Swift Rights Music Publisher per Karma
- 2024 – Taylor Alison Swift Rights Music Publisher per Lavender Haze
- 2024 – Taylor Alison Swift Rights Music Publisher per Maroon
- 2024 – Taylor Alison Swift Rights Music Publisher per Midnight Rain
- 2024 – Taylor Alison Swift Rights Music Publisher per Snow On The Beach
- 2024 – Taylor Alison Swift Rights Music Publisher per Vigilante Shit
- 2024 – Taylor Alison Swift Rights Music Publisher per You're On Your Own, Kid
- 2025 – Taylor Alison Swift Rights Music Publisher per Don't Blame Me[201]
- 2025 – Taylor Alison Swift Rights Music Publisher per Down Bad
- 2025 – Taylor Alison Swift Rights Music Publisher per Fortnight
- 2025 – Taylor Alison Swift Rights Music Publisher per I Can Do It With a Broken Heart
- 2025 – Taylor Alison Swift Rights Music Publisher per Is It Over Now?
- 2025 – Taylor Alison Swift Rights Music Publisher per Now That We Don’t Talk
- 2025 – Taylor Alison Swift Rights Music Publisher per Who's Afraid of Little Old Me?

## Brasil Music Awards
- 2015 – Candidatura come Artista Internacional[202]

## Bravo Otto
- 2012 – Super Singer Female (Bronze)[203]
- 2013 – Super-BFFs (Gold) per Taylor Swift e Selena Gomez[204]
- 2019 – Candidatura come International Singer[205]
- 2020 – Candidatura come International Singer[206]
- 2022 – Candidatura come International Artist of the Year[207]
- 2023 – International Singer[208]
- 2025 – Candidatura come International Singer[209]

## BreakTudo Awards
- 2017 – Candidatura come International Female Artist[210]
- 2017 – Candidatura per Best Video con Look What You Made Me Do
- 2018 – Candidatura come International Female Artist[211]
- 2018 – Candidatura per Video of the Year con Delicate
- 2018 – Candidatura per Album of the Year con Reputation
- 2018 – Candidatura per Summer Tour con Reputation Stadium Tour
- 2019 – Candidatura come International Female Artist[212]
- 2019 – Candidatura per International Clip of the Year con You Need to Calm Down
- 2019 – Candidatura per Boom Clip of the Year con Me!
- 2020 – Candidatura come International Female Artist[213]
- 2020 – Candidatura per Album Of The Year con Folklore
- 2021 – Candidatura come International Female Artist[214]
- 2021 – Candidatura per International Fandom
- 2022 – Candidatura come International Female Artist[215]
- 2022 – Candidatura per International Music Video con All Too Well: The Short Film
- 2023 – Artista Femenina Internacional[216]
- 2023 – Candidatura come Hit Internacional per Anti-Hero
- 2024 – Candidatura come Artista Feminina Internacional[217]
- 2024 – Candidatura come Hit Internacional do Ano per Fortnight
- 2024 – Candidatura come Fandom Internacional do Ano

## BRIT Awards (BRITs)
- 2010 – Candidatura come International Breakthrough Artist[218]
- 2013 – Candidatura come Artista solista femminile internazionale[219]
- 2015 – Artista solista femminile internazionale[220]
- 2018 – Candidatura come Artista solista femminile internazionale[221]
- 2018 – Candidatura per British Video of the Year con I Don't Wanna Live Forever (con Zayn)
- 2021 – Candidatura come Artista solista femminile internazionale[222]
- 2021 – Global Icon Award
- 2022 – Candidatura come International Artist of the Year[223]
- 2023 – Candidatura come International Artist of the Year[224]
- 2023 – Candidatura per International Song of the Year con Anti-Hero
- 2024 – Candidatura come International Artist of the Year[225]
- 2024 – Candidatura come International Artist of the Year[226]
- 2025 – Candidatura per International Song of the Year con Fortnight

## British Country Music Awards
- 2012 – Candidatura come International Act of the Year[227]
- 2013 – International Song of the Year con Highway Don't Care (con Tim McGraw e Keith Urban)[228]

## British LGBT Awards
- 2020 – Candidatura come Celebrity Ally[229]

## BuzzAngle Music Awards
Taylor Swift ha vinto premi ai BuzzAngle Music Awards nel 2017, 2019, e 2020.
- 2017 – Artist Physical Album Sales
- 2017 – Indie Artist
- 2017 – Physical Album Sales per Reputation
- 2017 – Digital Album Sales per Reputation
- 2017 – Indie Album per Reputation
- 2019 – Top Albums by Album Sales per Lover
- 2019 – Digital Album Sales per Lover
- 2020 – Top Albums by Album Sales per Folklore
- 2020 – Digital Album Sales per Folklore

## Camerimage International Film Festival
- 2020 – Candidatura come Best Music Video per Lover[233]
- 2020 – Candidatura come Best Cinematography in a Music Video per Lover
- 2024 – Best Music Video per Fortnight[234]

## Canadian Country Music Association
- 2008 – Candidatura come Top Selling Album per Taylor Swift[235]
- 2009 – Top Selling Album con Fearless
- 2010 – Top Selling Album con Fearless
- 2011 – Top Selling Album con Speak Now
- 2012 – Generation Award
- 2013 – Top Selling Album con Red

## Canadian Fragrance Awards
- 2012 – Best Full-Market Launch Women's Mass per Wonderstruck[236]

## Capital Loves Awards
- 2014 – Best Female[237]
- 2015 – Candidatura come Best Female[238]
- 2015 – Candidatura come Best Live Show per 1989 World Tour

## Capital Twitter Awards
- 2014 – Best Pop Star Bffs a Taylor Swift ed Ed Sheeran[239]
- 2014 – Candidatura come Best Pop Star Bffs a Taylor Swift e Lorde
- 2014 – Candidatura come Best Twitter Chef
- 2014 – Best Use Of An Animal

## Capricho Award
- 2010 – Candidatura come International Female Singer[240]
- 2010 – Candidatura nella categoria Melhor Beijo da Ficção a Taylor e Taylor, em Idas e Vindas do Amor[241]
- 2011 – Candidatura come Cantora Internacional[242]
- 2011 – Candidatura come Clipe Internacional per The Story of Us
- 2012 – Candidatura come International Female Singer[243]
- 2012 – Candidatura come Best Clip per We Are Never Ever Getting Back Together
- 2013 – Melhor Clipe da Taylor a 22[244]
- 2013 – Candidatura per Begin Again come Melhor Clipe da Taylor[245]
- 2013 – Candidatura per Everything has Changed come Melhor Clipe da Taylor
- 2013 – Candidatura per I Knew you Were Trouble come Melhor Clipe da Taylor
- 2013 – Candidatura per Red come Melhor Clipe da Taylor
- 2013 – Candidatura per Taylor x Harry come Bapho do ano
- 2014 – Candidatura per Shake It Off come Clipe Internacional[246]
- 2015 – Candidatura come International Female Singer[247]
- 2015 – Candidatura come International Clip per Bad Blood (ft. Kendrick Lamar)
- 2015 – Real Couple of 2015 per Taylor Swift & Calvin Harris
- 2015 – Candidatura come Bafo do Ano per Treta da Nicki Minaj com a Taylor Swift
- 2017 – Candidatura come International Artist (Music)[248]
- 2017 – Candidatura come International Clip per Look What You Made Me Do
- 2020 – Candidatura come International Artist (Music)[249]
- 2020 – Candidatura come Fandom of 2020[250]
- 2022 – International Artist (Music)[251]
- 2022 – Hit of the Year (International) per Anti-Hero
- 2022 – Candidatura come Album of the Year per Midnights

## CD Shop Awards
- 2020 – Music Jacket Creative Awards per Lover[252]

## Channel V Thailand Music Video Awards
I Channel V Thailand Music Video Awards sono noti anche come Thailand Music Video Awards.
- 2009 – Popular International New Artist[253]

## Ciclope Festival Awards
- 2022 – Candidatura come Music Video: Editing per All Too Well (Taylor's Version)[254]
- 2023 – Candidatura come Music Video: Editing per Anti-Hero[255]
- 2023 – Candidatura come Music Video: VFX per Karma

## Cinema Audio Society Awards
- 2024 – Candidatura nella categoria Motion Picture – Documentary per Jacob Farron Smith, John Ross, David Payne e Christopher Rowe per Taylor Swift: The Eras Tour[256]

## Clef Music Awards
- 2021 – Candidatura come Popular International Artist 2020-2021[257]
- 2023 – Candidatura come Popular Global Artist (Female)[258]
- 2024 – Candidatura come Popular Global Artist (Female)[259] (in attesa)

## Clio Awards
- 2014 – Candidatura come Best Integrated Campaign per Taylor Swift For Keds[260]
- 2016 – Silver Award for Best Commercials (between 30 and 60 seconds long) per Taylor vs. Treadmill per Apple[261]

## Clio Music Awards
- 2016 – Bronze Award for Best Commercials per Taylor vs. Treadmill per Apple[262]
- 2020 – Gold Award for Best Animation per A Voice is All You Need per Amazon Music[263]
- 2025 – Silver Award for Brand and Artist Collaboration per For A Fortnight Challenge per YouTube Shorts[264]
- 2025 – Silver Award for Partnerships per For A Fortnight Challenge per YouTube Shorts
- 2025 – Silver Award for Digital per For A Fortnight Challenge per YouTube Shorts
- 2025 – Bronze Award for Use of Influencer & Talent per For A Fortnight Challenge per YouTube Shorts
- 2025 – Bronze Award for Mixed Campaign per For A Fortnight Challenge per YouTube Shorts
- 2025 – Silver Award for Digital/Mobile & Social Media Craft per Taylor Swift Lyrics Campaign per Apple Music[265]
- 2025 – Bronze Award for Use of Influencer & Talent per Taylor Swift Lyrics Campaign per Apple Music
- 2025 – Bronze Award for Innovation per Taylor Swift Lyrics Campaign per Apple Music

## CMA Triple Play Awards
Il premio viene assegnato a ogni cantautore che riesce a raggiungere le prime posizioni nelle classifiche americane di musica country con tre canzoni diverse nel giro di dodici mesi.
- 2010 – CMA Triple Play Award per Should've Said No, Love Story, White Horse[266]
- 2012 – CMA Triple Play Award per Mine, Back To December, Mean[267]

## CMC Music Awards
I CMC Music Awards sono noti anche come Country Music Channel Awards.
- 2011 – International Artist of the Year[268]
- 2014 – International Artist of the Year[269]
- 2014 – International Video of the Year per Highway Don't Care (con Tim McGraw)

## CMT Artists of the Year Awards
- 2010 – Artist of the Year[270]
- 2011 – Artist of the Year[271]

## CMT Teddy Awards
- 2012 – Candidatura come Best Kiss in a Video per You Belong with Me[272]
- 2012 – Candidatura come Best Cheating Video per Picture to Burn
- 2012 – Candidatura come Best Breakup Video per White Horse
- 2012 – Candidatura come Sweetest Video per Ours

## CMT Music Awards
- 2007 – Breakthrough Video of the Year per Tim McGraw[273]
- 2008 – Female Video of the Year per Our Song[274]
- 2008 – Video of the Year per Our Song
- 2009 – Video of the Year per Love Story[275]
- 2009 – Female Video of the Year per Love Story
- 2009 – Candidatura come Wide Open Country Video of the Year per Photograph (con Def Leppard)
- 2009 – Candidatura come CMT Performance of the Year per Photograph (con Def Leppard)
- 2010 – Candidatura come Video of the Year per You Belong with Me[276]
- 2010 – Candidatura come Female Video of the Year per You Belong with Me
- 2010 – Candidatura come Collaborative Video of the Year per Best Days of Your Life (con Kellie Pickler)
- 2011 – Video of the Year per Mine[277]
- 2011 – Candidatura come Female Video of the Year per Mine
- 2011 – Candidatura come Best Web Video of the Year per Mine
- 2012 – Candidatura come Video of the Year per Safe & Sound (ft. The Civil Wars)[278]
- 2012 – Candidatura come Collaborative Video of the Year per Safe & Sound (ft. The Civil Wars)
- 2012 – Candidatura come Female Video of the Year per Ours
- 2013 – Candidatura come Female Video of the Year per Begin Again[279]
- 2013 – Candidatura come Video of the Year per We Are Never Ever Getting Back Together
- 2014 – Candidatura come Collaborative Video of the Year per Highway Don't Care (con Tim McGraw e Keith Urban)[280]
- 2014 – Candidatura come Video of the Year per Highway Don't Care (con Tim McGraw e Keith Urban)
- 2014 – Candidatura come Video of the Year per Red
- 2014 – Candidatura come Female Video of the Year per Red
- 2021 – Best Family Feature per The Best Day (Taylor's Version)[281]
- 2022 – Candidatura come Video of the Year per I Bet You Think About Me (ft. Chris Stapleton)[282]
- 2022 – Trending Comeback Song of the Year per Love Story (Taylor's Version)[283]

## CMT Online Awards
- 2006 – Number 1 Streamed Video From A New Artist per Tim McGraw[284]
- 2007 – Number 1 Streamed Studio 330 Sessions Video per Teardrops on My Guitar[285]
- 2007 – Number 1 Streamed Music Video per Teardrops on My Guitar
- 2007 – Number 1 Digitally Active Female Artist
- 2008 – Number 1 Streamed Slippery When Wet Video per Should've Said No[286]
- 2008 – Number 1 Streamed Music Video per Our Song
- 2008 – Number 1 Streamed Digitally Active Female Artist

## Cosmopolitan Ultimate Women of the Year Awards
- 2014 – Ultimate International Music Star[287]

## Creative Loafing Best of the bay Awards
- 2023 – Best Concert (large, over 2,000 capacity) (readers' pick) per Taylor Swift: The Eras Tour[288]

## Critics' Choice Awards
- 2023 – Candidatura come Best Original Song per Carolina[289]

## Critics' Choice Documentary Awards
- 2020 – Most Compelling Living Subjects of a Documentary per Miss Americana[290]
- 2023 – Candidatura come Best Music Documentary per Taylor Swift: The Eras Tour[291]

## Country Music Association Awards (CMA Awards)
- 2007 – Horizon Award come miglior nuovo artista[292]
- 2008 – Candidatura come Cantante femminile dell'anno[293]
- 2009 – Artista dell'anno[294]
- 2009 – Cantante femminile dell'anno
- 2009 – International Artist Achievement Award[295]
- 2009 – Album dell'anno per Fearless
- 2009 – Video musicale dell'anno per Love Story
- 2010 – Candidatura come Cantante femminile dell'anno
- 2011 – Artista dell'anno[296]
- 2011 – Candidatura come Cantante femminile dell'anno
- 2011 – Candidatura come Album dell'anno per Speak Now
- 2011 – Candidatura come Canzone dell'anno per Mean
- 2011 – Candidatura come Video musicale dell'anno per Mean
- 2012 – Candidatura come Artista dell'anno
- 2012 – Candidatura come Cantante femminile dell'anno
- 2012 – Candidatura come Evento musicale dell'anno per Safe & Sound (con The Civil Wars)
- 2013 – Pinnacle Award[297]
- 2013 – International Artist Achievement Award[298]
- 2013 – Candidatura come Artista dell'anno
- 2013 – Candidatura come Cantante femminile dell'anno
- 2013 – Candidatura come Album dell'anno per Red
- 2013 – Candidatura come Singolo dell'anno per Highway Don't Care (con Tim McGraw e Keith Urban)
- 2013 – Evento musicale dell'anno per Highway Don't Care (con Tim McGraw e Keith Urban)
- 2013 – Video musicale dell'anno per Highway Don't Care (con Tim McGraw e Keith Urban)
- 2014 – Candidatura come Cantante femminile dell'anno
- 2017 – Canzone dell'anno per Better Man[299]
- 2018 – Candidatura come Video dell'anno per Babe (con i Sugarland)[300]
- 2022 – Candidatura come Video dell'anno per I Bet You Think About Me (ft. Chris Stapleton)[301]

## Country Music Awards of Australia
- 2014 – Top Selling International Album of the Year per Red[302]

## Country Music Hall of Fame and Museum
- 2013 – Record Breaking Six Time Winner of NSAI's Songwriter/Artist of the Year[303]

## Cybersmile Awards
- 2017 – November's Cybersmiler of the Month Award[304]
- 2019 – August's Cybersmiler of the Month Award[305]

## Dance Magazine Awards
- 2020 – Best Music Video per Me![306]

## Danish Music Awards
- 2015 – Candidatura come International Album of the Year per 1989[307]
- 2020 – International Album of the Year per Folklore[308]
- 2023 – International Album of the Year per Midnights[309]

## DiscussingFilm Critic Awards
- 2021 – Candidatura come Best Original Song per Only The Young[310]

## Digital Spy Reader Awards
- 2014 – Premio "Best Female Solo Artist"[311]
- 2014 – Candidatura per il premio "Best Album" per 1989[312]
- 2015 – Premio "Best Song Obviously About Another Artist" per Bad Blood[313]
- 2016 – Candidatura per il premio "Most Devoted Fans"[314]
- 2016 – Premio "Most Explosive Feud" per Taylor Swift vs Kanye West
- 2016 – Candidatura come Most Explosive Feud per Taylor Swift vs Calvin Harris
- 2016 – Candidatura come Most Explosive Feud per Taylor Swift vs Demi Lovato
- 2018 – Candidatura come Best Singer[315]
- 2018 – Candidatura come Best Fanbase
- 2019 – Candidatura come Best Fanbase[316]

## Dorian Awards
I Dorian Awards sono assegnati da GALECA: The Society of LGBTQ Entertainment Critics.
- 2015 – Candidatura come Music Video of the Year per Blank Space[317]

## Do Something Awards
- 2011 – Premio "Do Something Concert" per Taylor Swift's Speak Now World Tour to Benefit Tornado Victims[318]
- 2012 – Candidatura per il premio "Do Something Music Artist"[319]
- 2012 – Candidatura per il premio "Do Something Facebook" per Taylor Swift Takes High School Senior With Leukemia To ACM Awards

## Duftstars
Il premio è noto anche come Duftstars: premio dell’industria profumiera tedesca.
- 2014 – Candidatura nella categoria "Neuheiten – Lifestyle – Damen" per Taylor[321]

## Echo Awards
- 2015 – Candidatura nella categoria "Female Artist Rock / Pop internationally" per 1989[322]
- 2018 – Candidatura come Female artist international album per Reputation[323]

## Electronic Dance Music Awards (EDMAs)
Dal 2016 al 2019 il premio era noto come Remix Awards; dal 2022 è noto come Electronic Dance Music Awards o EDMAwards.
- 2019 – Best Use Of Vocal per Delicate (Dark Intensity)[324]
- 2023 – Candidatura come Best Down Tempo Turned Up per Anti-Hero (Kungs Remix)[325]
- 2024 – Candidatura come Best Down Tempo Turned Up per Cruel Summer (LP Giobbi Remix)[326]

## Elle Style Awards
- 2015 – Woman of the Year[327]

## Energy Society Awards
- 2020 – Candidatura come Best Song about the Energy or Enviroment per Only The Young[328]

## EVMA Awards
- 2011 – Candidatura come Best International Artist[329]
- 2011 – Candidatura come Best Teen Video per The Story Of Us[330]
- 2011 – Candidatura come Video of the Decade per Love Story[331]

## Fabys Awards
- 2025 – Candidatura come Fashion Bomb Couple of the Year per Taylor Swift e Travis Kelce (in attesa)[332]

## FiFi Awards
I FiFi Awards sono noti anche come Fragrance Foundation Awards.
- 2012 – Candidatura come Fragrance of the Year: Women's Luxe per Wonderstruck[333]
- 2013 – Fragrance Celebrity of the Year per Wonderstruck Enchanted[334]
- 2015 – Fragrance of the Year: Women's Popular per Incredible Things[335]

## Flecking Awards
I Flecking Awards sono noti anche come The Flecking Awards.
- 2011 – Premio nella categoria Best Hair Do[336]
- 2011 – Candidatura come Best Female Musician[337]
- 2011 – Candidatura come Best Album per Speak Now[338]

## Fonogram Awards
I Fonogram Awards o Fonogram Music Awards sono il premio musicale più importante dell'Ungheria.
- 2015 – Candidatura come International Pop/Rock Album of the Year per 1989[339]
- 2022 – Candidatura come International Pop/Rock Album of the Year per Red (Taylor's Version) e Fearless (Taylor's Version)[340]
- 2023 – Candidatura come International Pop/Rock Album of the Year per Midnights[341]
- 2024 – Candidatura come International Pop/Rock Album of the Year per The Joker And The Queen (di Ed Sheeran ft. Taylor Swift)[342]

## French Highway Awards
- 2009 – Female artist of the year[343]
- 2011 – Entertainer of the year[344]
- 2013 – Song of the year per Highway Don't Care[345]
- 2013 – Musical event of the year per Highway Don't Care

## Froggy Awards (פרסי נבחרי השנה של פרוגי)
- 2015 – Froggie's Foreign Female Artist (זמרת חו"ל: טיילור סוויפט)[346]

## Gaana User's Choice Icons
- 2018 – Candidatura come Best International Singer Female[347]
- 2019 – Candidatura come Best International Singer Female[348]
- 2019 – Candidatura come Best International Album per Lover
- 2020 – Candidatura come Best Female English Voice[349]

## GAFFA Awards (Danimarca)
- 2021 – Candidatura come International Solo Artist[350]
- 2021 – Candidatura come International Album of the Year per Folklore
- 2023 – Candidatura come International Solo Artist[351]
- 2023 – Candidatura come International Album of the Year per Midnights
- 2023 – Candidatura come International Solo Hit per Anti-Hero
- 2024 – Candidatura come International Album of the Year per 1989 (Taylor's Version)[352]
- 2025 – Candidatura come International Album of the Year per The Tortured Poets Department[353] (in attesa)

## GAFFA Awards (Svezia)
- 2021 – Candidatura come International Solo Artist[354]
- 2023 – Candidatura come International Artist[355]
- 2023 – Candidatura come International Album per Midnights
- 2023 – Candidatura come International Hit per Anti-Hero
- 2024 – Candidatura come International Hit per Is It Over Now?[356]
- 2025 – Candidatura come International Album per The Tortured Poets Department[357] (in attesa)
- 2025 – Candidatura come International Hit per I Can Do It With A Broken Heart (in attesa)

## Gaygalan Awards
- 2020 – Candidatura come Årets Låt per You Need To Calm Down[358]

## Georgia Film Critics Association Awards (GAFCA)
- 2023 – Candidatura come Best Original Song per Carolina[359]

## Girls Choice Awards
- 2019 – Candidatura come Most Empowering Music Artist of the Year[360]
- 2019 – Candidatura come Most Empowering Musical Collaboration of the Year per Lover (Remix)
- 2019 – Candidatura come Most Empowering Musical Collaboration of the Year per Me!
- 2019 – Candidatura come Most Empowering Song of the Year (Individual Artist) per You Need to Calm Down
- 2019 – Candidatura come Most Empowering Girl Power Anthem of the Decade per Shake It Off
- 2019 – Candidatura come Girls' Choice Music Icon

## GLAAD Media Awards
- 2020 – Vanguard Award[361]

## Glamour Awards
- 2014 – International Solo Artist[362]

## Global Awards
- 2018 – Candidatura come Best Female Artist[363]
- 2020 – Candidatura come Best Mass Appeal Artist[364]
- 2023 – Candidatura come Best Female Artist[365]
- 2023 – Candidatura come Best Song per Anti-Hero
- 2024 – Best Female Artist[366]
- 2024 – Candidatura come Best Pop[367]
- 2024 – Candidatura come Best Song per Karma
- 2024 – Candidatura come Best Fans

## Gold Derby Music Awards
- 2021 – Artista dell'Anno[368]
- 2021 – Miglior Artista Pop
- 2021 – Album dell'Anno per Folklore
- 2021 – Record dell'Anno per Cardigan
- 2021 – Canzone dell'Anno per Cardigan
- 2021 – Miglior Video Musicale per Cardigan
- 2022 – Artista dell'Anno[369]
- 2022 – Miglior Artista Pop
- 2022 – Album dell'Anno per Evermore
- 2022 – Miglior Album Pop per Evermore
- 2022 – Record dell'Anno per Willow
- 2022 – Canzone dell'Anno per Willow
- 2022 – Miglior Video Musicale per Willow
- 2023 – Artista dell'Anno[370]
- 2023 – Miglior Artista Country/Americana
- 2023 – Album dell'Anno per Red (Taylor's Version)
- 2023 – Miglior Album Country/Americana per Red (Taylor's Version)
- 2023 – Record dell'Anno per All Too Well
- 2023 – Canzone dell'Anno per All Too Well
- 2023 – Miglior Canzone Pop per All Too Well
- 2023 – Miglior Video Musicale per All Too Well
- 2023 – Miglior Canzone Country/Americana per Carolina
- 2023 – Miglior Canzone Country/Americana per I Bet You Think About Me
- 2023 – Miglior Collaborazione per I Bet You Think About Me
- 2024 – Artista dell'Anno[371]
- 2024 – Miglior Artista Pop
- 2024 – Album dell'Anno per Midnights
- 2024 – Miglior Album Pop per Midnights
- 2024 – Record dell'Anno per Anti-Hero
- 2024 – Canzone dell'Anno per Anti-Hero
- 2024 – Miglior Canzone Pop per Anti-Hero
- 2024 – Miglior Video Musicale per Anti-Hero
- 2024 – Miglior Album Country/Americana per Speak Now (Taylor's Version)
- 2025 – Candidatura come Artist of the Year[372] (in attesa)
- 2025 – Candidatura come Best Pop Artist (in attesa)
- 2025 – Candidatura come Album of the Year per The Tortured Poets Department (in attesa)
- 2025 – Candidatura come Song of the Year per Fortnight (in attesa)
- 2025 – Candidatura come Best Collaboration per Fortnight (in attesa)

## Gold Ink Awards
- 2015 – Premio Packaging (Silver) per Taylor Swift: Incredible Things[373]

## Golden Boot Awards
- 2019 – Candidatura come Music Video of the Year per Babe (con i Sugarland)[374]
- 2019 – Collaboration of the Year per Babe (con i Sugarland)

## Golden Globe Awards
- 2013 – Candidatura come Best Original Song – Motion Picture per Safe & Sound (ft. The Civil Wars)[375]
- 2014 – Candidatura come Best Original Song – Motion Picture per Sweeter Than Fiction[376]
- 2020 – Candidatura come Best Original Song – Motion Picture per Beautiful Ghosts
- 2023 – Candidatura come Best Original Song – Motion Picture per Carolina[377]
- 2024 – Candidatura come Cinematic and Box Office Achievement per Taylor Swift: The Eras Tour[378]

## Golden Reel Awards
- 2024 – Candidatura come Outstanding Achievement in Sound Editing – Feature Documentary per Taylor Swift: The Eras Tour[379]

## Golden Tomatoes Awards
- 2021 – Favorite Film of 2020 per Miss Americana[380]
- 2024 – Best-Reviewed Musical & Concert Movie of 2023 per Taylor Swift: The Eras Tour[381]
- 2024 – Candidatura come Fan Favorite Movie of 2023 per Taylor Swift: The Eras Tour[382]

## Golden Trailer Awards
- 2024 – Candidatura come "Best Digital – Animation/Family" per ...Ready for It? in Taylor Swift: The Eras Tour[383]

## Gracie Awards
- 2021 – Grand Award for Special or Variety per Folklore: The Long Pond Studio Sessions[384]

## Grammy Awards
Taylor Swift ha vinto 14 Grammy Awards su 58 candidature.
- 2008 – Candidatura nella categoria Best New Artist
- 2010 – Album of the Year per Fearless
- 2010 – Best Country Album per Fearless
- 2010 – Candidatura nella categoria Record of the Year per You Belong with Me
- 2010 – Candidatura nella categoria Song of the Year per You Belong with Me
- 2010 – Candidatura nella categoria Best Female Pop Vocal Performance per You Belong with Me
- 2010 – Best Female Country Vocal Performance per White Horse
- 2010 – Best Country Song per White Horse
- 2010 – Candidatura nella categoria Best Pop Collaboration with Vocals per Breathe (ft. Colbie Caillat)
- 2012 – Candidatura nella categoria Best Country Album per Speak Now
- 2012 – Best Country Solo Performance per Mean
- 2012 – Best Country Song per Mean
- 2013 – Candidatura nella categoria Record of the Year per We Are Never Ever Getting Back Together
- 2013 – Candidatura nella categoria Best Country Duo/Group Performance per Safe & Sound (ft. The Civil Wars)
- 2013 – Best Song Written for Visual Media per Safe & Sound (ft. The Civil Wars)
- 2014 – Candidatura nella categoria Album of the Year per Red
- 2014 – Candidatura nella categoria Best Country Album per Red
- 2014 – Candidatura nella categoria Best Country Song per Begin Again
- 2014 – Candidatura nella categoria Best Country Duo/Group Performance per Highway Don't Care (ft. Tim McGraw e Keith Urban)
- 2015 – Candidatura nella categoria Record of the Year per Shake It Off
- 2015 – Candidatura nella categoria Song of the Year per Shake It Off
- 2015 – Candidatura nella categoria Best Pop Solo Performance per Shake It Off
- 2016 – Album of the Year per 1989
- 2016 – Best Pop Vocal Album per 1989
- 2016 – Candidatura nella categoria Record of the Year per Blank Space
- 2016 – Candidatura nella categoria Song of the Year per Blank Space
- 2016 – Candidatura nella categoria Best Pop Solo Performance per Blank Space
- 2016 – Candidatura nella categoria Best Pop Duo/Group Performance per Bad Blood (ft. Kendrick Lamar)
- 2016 – Best Music Video per Bad Blood (ft. Kendrick Lamar)
- 2018 – Candidatura nella categoria Best Country Song per Better Man
- 2018 – Candidatura nella categoria Best Song Written for Visual Media per I Don't Wanna Live Forever
- 2019 – Candidatura nella categoria Best Pop Vocal Album per Reputation
- 2020 – Candidatura nella categoria Best Pop Vocal Album per Lover
- 2020 – Candidatura nella categoria Song of the Year per Lover
- 2020 – Candidatura nella categoria Best Pop Solo Performance per You Need to Calm Down
- 2021 – Album of the Year per Folklore
- 2021 – Candidatura nella categoria Best Pop Vocal Album per Folklore
- 2021 – Candidatura nella categoria Song of the Year per Cardigan
- 2021 – Candidatura nella categoria Best Pop Solo Performance per Cardigan
- 2021 – Candidatura nella categoria Best Pop Duo/Group Performance per Exile (ft. Bon Iver)
- 2021 – Candidatura nella categoria Best Song Written for Visual Media per Beautiful Ghosts
- 2022 – Candidatura nella categoria Album of the Year per Evermore
- 2023 – Candidatura nella categoria Song of the Year per All Too Well (10 Minute Version) (The Short Film)
- 2023 – Candidatura nella categoria Best Country Song per I Bet You Think About Me
- 2023 – Candidatura nella categoria Best Song Written for Visual Media per Carolina
- 2023 – Best Music Video per All Too Well: The Short Film
- 2024 – Album of the Year per Midnights
- 2024 – Best Pop Vocal Album per Midnights
- 2024 – Candidatura nella categoria Song of the Year per Anti-Hero
- 2024 – Candidatura nella categoria Record of the Year per Anti-Hero
- 2024 – Candidatura nella categoria Best Pop Solo Performance per Anti-Hero
- 2024 – Candidatura nella categoria Best Pop Duo/Group Performance per Karma (ft. Ice Spice)
- 2025 – Candidatura nella categoria Album of the Year per The Tortured Poets Department
- 2025 – Candidatura nella categoria Best Pop Vocal Album per The Tortured Poets Department
- 2025 – Candidatura nella categoria Record of the Year per Fortnight
- 2025 – Candidatura nella categoria Song of the Year per Fortnight
- 2025 – Candidatura nella categoria Best Music Video per Fortnight
- 2025 – Candidatura nella categoria Best Pop Duo/Group Performance per Us (con Gracie Abrams)

## Grand Remi Awards
I Grand Remi Awards sono assegnati in occasione del WorldFest-Houston International Film Festival.
- 2015 – Best Music Video per Shake It Off[386]

## Greater Western New York Film Critics Association Awards
- 2024 – Candidatura come Best Documentary (2023) per Taylor Swift: The Eras Tour[387]

## Guild of Music Supervisors Awards
- 2023 – Candidatura come Best Song Written and/or Recorded for a Film per Carolina[388]

## Guinness World Records
- 2008 – First U.S. female to write or co-write every track on a million-selling debut album[389]
- 2008 – Most Entries in the U.S. Top-20 in a Year by a Solo Artist[390]
- 2009 – Most Simultaneous Top-20 Entries on U.S. Digital chart[391]
- 2009 – Youngest Country Entertainer of the Year[392]
- 2010 – Youngest Album of the Year winner at the Grammy Awards[393]
- 2010 – Youngest Solo Artist to win Album of the Year at the Grammy Awards[394]
- 2010 – Fastest-Selling U.S. Digital Download by a Female per Today Was a Fairytale[395]
- 2010 – Fastest Selling Digital Album by a Female Artist per Speak Now[396]
- 2010 – Fastest-Selling Album in the U.S. by a Female Country Artist per Speak Now[397]
- 2010 – Most Simultaneous U.S. Hot 100 Hits by A Female[398]
- 2010 – First Artist to Have Singles Enter the Top 10 of the U.S. Hot 100 in Successive Weeks[399]
- 2010 – First Artist in U.S. Chart History to Have Seven Singles Debut in the Top 10 of the Hot 100[400]
- 2012 – First Solo Female with Two Million-Selling Weeks on the U.S. Albums Chart[401]
- 2012 – Fastest Selling Single in Digital History per We Are Never Ever Getting Back Together[402]
- 2012 – Fastest Selling Album in the US by a Country Artist per Red[403]
- 2012 – Fastest Selling Album in the US by a Female Country Artist per Red[404]
- 2014 – Most Million-Selling Weeks on the U.S. Albums Chart with Three Consecutive Albums[398]
- 2015 – Most Teen Choice Awards won by an Individual[405]
- 2015 – Most Teen Choice Awards won by a Female[406]
- 2015 – Most Teen Choice Awards won by a Musician[407]
- 2015 – Most Teen Choice Awards won by a Female Musician[408]
- 2015 – Most Million-Selling Weeks on U.S. Albums Charts[398]
- 2015 – Highest Earning Couple in Hollywood (2015)[409]
- 2016 – Highest Annual Earnings for a Musician (2016)[410]
- 2016 – Highest Annual Earnings for a Female Musician Ever[411]
- 2017 – Most Viewed Music Video Online (Female Artist) per Shake It Off[412]
- 2017 – Most Million-Selling Weeks on the US Albums[413]
- 2018 – Most Streamed Track in One Week (Female) per Look What You Made Me Do[414]
- 2018 – Most Watched Video Online in 24 Hours per Look What You Made Me Do[414]
- 2018 – Most Streamed Track on Spotify in the First 24 Hours per Look What You Made Me Do[414]
- 2018 – Most Watched Video on VEVO in 24 Hours per Look What You Made Me Do[414]
- 2018 – Highest Grossing Music Tour by a Female Artist (2018) per il Reputation Stadium Tour[415]
- 2019 – Most Viewed VEVO video in 24 hours per Me![416]
- 2019 – Most Views of a New Music Video from a Solo Artist in 24 hours on YouTube per Me![417]
- 2019 – Highest climber on the US singles chart per Me![418]
- 2019 – Highest Annual Earnings for a Female Musician Ever[411]
- 2019 – Highest Annual Earnings for a Musician (2019)[411]
- 2019 – Highest Annual Earnings for a Musician (Female, 2019)[411]
- 2019 – Highest Earnings Living Celebrity (2019)[411]
- 2019 – Highest Earnings Living Celebrity (Female, 2019)[411]
- 2019 – Most Weeks at No.1 on the Billboard Artist 100 Chart[419]
- 2019 – Most American Music Awards won by a Female Artist[420]
- 2019 – Most American Music Awards won[421]
- 2019 – Most Simultaneous U.S. Hot 100 Entries by a Female[422]
- 2019 – Most Global Recording Artist of the Year (IFPI) awards won[423]
- 2019 – Biggest-Selling Album Worldwide For A Solo Artist (Current) per Lover[424]
- 2020 – Most Day-One Streams of An Album On Spotify (Female) per Folklore[425]
- 2020 – Most Cumulative Weeks at No.1 on U.S. Albums Chart by a Solo Female[426]
- 2020 – Shortest Gap Between New No.1 Albums on the U.S. Billboard 200 (Female) per Taylor Swift con Evermore[427]
- 2021 – Most Number-ones on the U.S. Digital Song Sales chart[428]
- 2021 – Most Album of the Year awards won at the Grammys by a vocalist (record condiviso con Frank Sinatra, Stevie Wonder e Paul Simon)[429]
- 2021 – Most Album of the Year awards won at the Grammys (Female)[430]
- 2021 – First female BRITs Global Icon award winner[431]
- 2021 – Youngest Brits Global Icon Award winner[432]
- 2021 – Highest climb to No.1 on the US albums chart (Female) per Fearless (Taylor's Version)[433]
- 2021 – Most Day-one Streams of An Album on Spotify (Female) per Red (Taylor's Version)[434]
- 2021 – Most Streamed Act on Spotify in 24 Hours (Female)[435]
- 2021 – Most Simultaneous U.S. Hot 100 New Entries[436]
- 2021 – Most Simultaneous U.S. Hot 100 New Entries by a Solo Act[437]
- 2021 – Most Simultaneous U.S. Hot 100 Entries by a Female[438]
- 2021 – Longest Song to Reach No. 1 on the Billboard Hot 100 per All Too Well (10 Minute Version)[439]
- 2021 – Most No.1 albums on the us billboard 200 in a calendar year (Female)
- 2021 – Most American Music Awards won
- 2021 – Most American Music Awards won by a female artist
- 2022 – Highest Annual Earnings for a Female Musician (2021)[440]
- 2022 – Most Nickelodeon Kids' Choice Awards nominations for an Individual[441]
- 2022 – Most Teen Choice Awards won by an Individual[442]
- 2022 – Most Teen Choice Awards won by a Musician[443]
- 2022 – Most Streamed Act on Spotify in 24 hours[444]
- 2022 – Most Streamed Act on Spotify in 24 hours (Female)
- 2022 – Most Day-one Streams of an Album on Spotify per Midnights[444]
- 2022 – Most Day-one Streams of an Album on Spotify (Female) per Midnights
- 2022 – Most Streamed Album on Spotify in 24 hours per Midnights[444]
- 2022 – Most Streamed Album on Spotify in one week per Midnights
- 2022 – Most Streamed Album by a Female Artist in One Week (USA) per Midnights[445]
- 2022 – Fastest-Selling Vinyl Album (USA) per Midnights[446]
- 2022 – Most Streamed Album on Amazon Music in 24 hours per Midnights
- 2022 – Most Albums with Million-Selling Weeks on the US Billboard 200[447]
- 2022 – Most Million-Selling Weeks on the US Albums chart[448]
- 2022 – Most Cumulative Weeks at No.1 on US Albums chart (Solo Female)[449]
- 2022 – Most No.1s on Billboard Streaming Songs chart (female)[450]
- 2022 – Most Songs to Debut at No.1 on the Billboard Hot 100 (Female)[451]
- 2022 – Most Top 10 Hits on the US Hot 100 (female)[452]
- 2022 – Most Simultaneous Top 10 Hits on the US Hot 100 (Female)
- 2022 – First Act to Debut at Positions 1–10 Simultaneously on the US Hot 100[453]
- 2022 – First Act to Debut at Positions 1–10 Simultaneously on the US Digital Song Sales chart[454]
- 2022 – Most Simultaneous Top 20 entries on the US Digital Songs Sales chart[455]
- 2022 – Most US No.1 Albums by a Female Artist[456]
- 2022 – Most Simultaneous No.1 debuts on the US Billboard 200 and Hot 100[457]
- 2022 – Most No.1s on the US Digital Songs Sales chart[458]
- 2022 – Most Weeks at No.1 on the Billboard Artist 100 Chart[459]
- 2022 – Most Simultaneous Top 10 Hits on ARIA Singles Chart[460]
- 2022 – Most Streamed Female Act on Spotify[461]
- 2022 – First Act to Debut at Positions 1–5 Simultaneously on Billboard Global 200 chart[462]
- 2022 – Most Consecutive No.1 Studio Albums on the US Billboard 200
- 2022 – Most Debuts at No.1 on the US albums chart (Female)
- 2023 – Most streamed act on Spotify (female)[463]
- 2023 – Most simultaneous albums on the US Billboard 200 (living artist)[464]
- 2023 – Most Simultaneous Albums on the US Billboard 200 (Female)
- 2023 – Most No.1s on the US Digital Song Sales chart[465]
- 2023 – Most US No.1 albums by a female artist[466]
- 2023 – Most US singles chart entries (female)[467]
- 2023 – Most cumulative weeks at No.1 on US albums chart (solo female)[468]
- 2023 – Most Top 10 hits on the US Hot 100 (female)[469]
- 2023 – Most debuts at No.1 on the US albums chart (female)[470]
- 2023 – First female artist to amass 100 million monthly Spotify listeners[471]
- 2023 – Most simultaneous albums on the US Billboard 200 (female) (per Taylor Swift e Whitney Houston)[472]
- 2023 – Most Simultaneous Albums on the US Billboard 200 (Living Artist)[473]
- 2023 – Most Streamed Female Act on Spotify[474]
- 2023 – Greatest seismic activity caused by a music concert[475]
- 2023 – Most Grammy nominations for Song of the Year[476]
- 2023 – Most Grammy nominations for Album of the Year (female)[477]
- 2023 – Most “Time Person of the Year” titles (female)[478]
- 2023 – Highest-grossing Concert or Performance film at the Global Box office per Taylor Swift: The Eras Tour[479]
- 2023 – Highest-grossing Music Tour per The Eras Tour[480]
- 2023 – Highest-grossing Music Tour by a Female Artist per The Eras Tour[481]
- 2023 – Highest-grossing Music Tour in a Single Year per The Eras Tour[482]
- 2023 – Highest-grossing Music Tour (2023) per The Eras Tour[483]
- 2023 – Highest-grossing Music Tour by a Female Artist (2023) per The Eras Tour[484]
- 2023 – Highest-grossing Music Tour by a Solo Artist per The Eras Tour[485]
- 2023 – Highest-grossing Music Tour Per Concert by a Female Artist per The Eras Tour[486]
- 2024 – Most Album of the Year awards won at the Grammys by a vocalist[487]
- 2024 – Most Album of the Year awards won at the Grammys (female)[488]
- 2024 – Most Global Recording Artist of the Year (IFPI) awards won[489]
- 2024 – Most streamed album on Spotify in 24 hours per The Tortured Poets Department[490]
- 2024 – Most day-one streams of an album on Spotify per The Tortured Poets Department[491]
- 2024 – Most day-one streams of an album on Spotify (female) per The Tortured Poets Department[491]
- 2024 – Most streamed track on Spotify in the first 24 hours per Fortnight[492]
- 2024 – Most streamed track on Spotify in 24 hours per Fortnight[493]
- 2024 – Most streamed track on Spotify in 24 hours (female) per Fortnight[494]

## Heat's Twitter Awards
- 2015 – Nicest Celebrity In The World[495]

## Hit FM Music Awards (HMA)
- 2011 – Best Female Artist of the Year[496]
- 2014 – Top 10 Golden Songs per I Knew You Were Trouble[497]
- 2015 – Entertainer of the Year[498]
- 2015 – Female Artist of the Year
- 2015 – Top 10 Golden Songs per Shake It Off
- 2016 – Best Female Artist of the Year[499]
- 2016 – Best Live Act of the Year China
- 2016 – Top 10 Golden Songs per Style
- 2018 – Best Female Artist of the Year[500]
- 2018 – Top 10 Golden Songs per Look What You Made Me Do
- 2018 – Best Soundtrack Song per I Don't Wanna Live Forever
- 2020 – Best Female Artist of the Year[501]
- 2020 – Top 10 Songs per Lover
- 2021 – Top 10 Golden Songs per Cardigan[502]
- 2023 – Female Artist of the Year[503]
- 2023 – Top 10 Singles per Anti-Hero
- 2023 – Top 10 Singles per Snow on the Beach (ft. Lana Del Rey)
- 2023 – Candidatura come Collaboration of the Year per Snow on the Beach (ft. Lana Del Rey)
- 2023 – Top 10 Singles per The Joker and The Queen (con Ed Sheeran)
- 2023 – Collaboration of the Year per The Joker and The Queen (con Ed Sheeran)
- 2024 – Female Artist of the Year[504]
- 2024 – Live Act of the Year
- 2024 – Candidatura come Collaboration of the Year per Karma (ft. Ice Spice)
- 2024 – Candidatura come Top 10 Singles per Karma (ft. Ice Spice)
- 2024 – Top 10 Singles per Cruel Summer
- 2024 – Candidatura come Top 10 Singles per Is It Over Now?
- 2025 – Female Artist of the Year[505]
- 2025 – Live Act of the Year
- 2025 – Collaboration of the Year per Fortnight
- 2025 – Top 10 Singles per Fortnight
- 2025 – Top 10 Singles per I Can Do It With A Broken Heart

## Hito Music Awards
- 2009 – Best Western Song per Love Story[506]
- 2013 – Best Western Song per We Are Never Ever Getting Back Together
- 2015 – Best Western Song per Shake It Off
- 2016 – Best Western Song per Bad Blood (con Kendrick Lamar)[507]
- 2018 – Best Western Song per Look What You Made Me Do[508]
- 2020 – Best Western Song per Me![509]

## Hollywood Critics Association Film Awards (HCA)
- 2023 – Best Short Film per All Too Well: The Short Film[510]

## Hollywood Critics Association Midseason Awards
- 2020 – Candidatura come Best Documentary Film per Miss Americana[511]

## Hollywood Music in Media Awards (HMMA)
- 2017 – Candidatura come Original Song - Feature Film per I Don't Wanna Live Forever[512]
- 2021 – Candidatura come Original Song – Documentary per Only The Young[513]
- 2022 – Candidatura come Best Original Song (Feature Film) per Carolina[514]

## Hollywood Professional Association Awards (HPA)
- 2024 – Judges Award for Creativity and Innovation per Taylor Swift: The Eras Tour[515]

## Honorary Geologist Awards
- 2023 – Honorary Geologist for the state of Washington[516]

## Huading Awards
- 2020 – Candidatura come Best Global Film Theme Song per Beautiful Ghosts[517]
- 2023 – The Best Singer in the World[518]

## Huésped de Honor de la Ciudad de Buenos Aires
- 2023 – Huésped de Honor de la Ciudad de Buenos Aires[519]

## IFPI Awards
- 2015 – Global Recording Artist of 2014[520]
- 2020 – Global Recording Artist of 2019[521]
- 2023 – Global Recording Artist of 2022[522]
- 2023 – Global Vinyl Album of 2022 per Midnights[523]
- 2024 – Global Recording Artist of 2023[524]
- 2024 – Global Vinyl Album of 2023 per 1989 (Taylor's Version)[525]
- 2025 – Global Recording Artist of 2024[526]
- 2025 – Global Album of 2024 per The Tortured Poets Department
- 2025 – Global Sales Album of 2024 per The Tortured Poets Department
- 2025 – Global Streaming Album of 2024 per The Tortured Poets Department
- 2025 – Global Vinyl Album of 2024 per The Tortured Poets Department

## IFPI Middle East Awards
- 2010 – Premio Gold per Fearless[527]

## iHeartRadio MMVAs (Much Music Video Awards)
- 2010 – Candidatura come International Video of the Year – Artist per You Belong with Me[528]
- 2010 – Candidatura come Your Fave International Video per You Belong with Me
- 2011 – Candidatura come Most Watched Video of the Year per Mine[529]
- 2013 – Candidatura come "International Video of the Year – Artist" per We Are Never Ever Getting Back Together[530]
- 2013 – Your Fave International Artist/Group
- 2014 – Candidatura come "International Video of the Year – Artist" per Everything Has Changed (ft. Ed Sheeran)[531]
- 2015 – Candidatura come "International Video of the Year – Artist" per Blank Space
- 2015 – Candidatura come Your Fave International Artist/Group
- 2016 – Candidatura come "International Artist of the Year" per Bad Blood[532]
- 2016 – Candidatura come "Most Buzzworthy International Artist or Group" per Bad Blood
- 2016 – Candidatura come Fan Fave International Artist or Group
- 2018 – Candidatura come Fan Fave Artist[533]

## iHeartRadio Music Awards
- 2014 – Candidatura come Best Fan Army[534]
- 2014 – Candidatura come Country Song of the Year per Highway Don't Care
- 2015 – Artist of the Year[535]
- 2015 – Candidatura come Best Fan Army
- 2015 – Song of the Year per Shake It Off
- 2015 – Best Lyrics per Blank Space
- 2016 – Female Artist of the Year[536]
- 2016 – Candidatura come Best Fan Army
- 2016 – Most Meme-able Moment
- 2016 – Album of the Year per 1989
- 2016 – Candidatura come Song of the Year per Blank Space
- 2016 – Candidatura come Best Collaboration per Bad Blood (con Kendrick Lamar)
- 2016 – Best Tour per il 1989 World Tour
- 2018 – Female Artist of the Year[537]
- 2018 – Candidatura come Best Fan Army
- 2018 – Candidatura come Best Lyrics per Look What You Made Me Do
- 2018 – Candidatura come Best Music Video per Look What You Made Me Do
- 2018 – Candidatura come Cutest Musician's Pet per Olivia Benson
- 2019 – Candidatura come Best Fan Army[538]
- 2019 – Best Music Video per Delicate
- 2019 – Tour of the Year per il Reputation Stadium Tour[539]
- 2020 – Candidatura come Female Artist of the Year[540]
- 2020 – Candidatura come Best Fan Army
- 2020 – Pop Album of the Year per Lover
- 2020 – Candidatura come Best Music Video per Me!
- 2020 – Candidatura come Best Lyrics per You Need to Calm Down
- 2020 – Candidatura come Best Remix per Lover (Remix) (ft. Shawn Mendes)
- 2020 – Candidatura come Best Cover Song Can't Stop Loving You (di Phil Collins)
- 2021 – Candidatura come Female Artist of the Year[541]
- 2021 – Candidatura come Best Fan Army
- 2021 – Pop Album of the Year per Folklore
- 2021 – Candidatura come Best Lyrics per Cardigan
- 2022 – Candidatura come Best Fan Army
- 2022 – Candidatura come Female Artist of the Year
- 2022 – Best Lyrics per All Too Well (10 Minute Version)
- 2023 – Innovator Award[542]
- 2023 – Candidatura come Artist of the Year
- 2023 – Song of the Year per Anti-Hero
- 2023 – Best Lyrics per Anti-Hero
- 2023 – Candidatura come Best Music Video per Anti-Hero
- 2023 – TikTok Bop of the Year per Bejeweled
- 2023 – Favorite Use of a Sample per Question...?
- 2023 – Pop Album Of The Year per Midnights
- 2023 – Candidatura come Best Fan Army
- 2024 – Artist of the Year[543]
- 2024 – Pop Artist of the Year
- 2024 – Favorite Tour Style
- 2024 – Candidatura come Song of the Year per Cruel Summer
- 2024 – Candidatura come Pop Song of the Year per Cruel Summer
- 2024 – TikTok Bop of the Year per Cruel Summer
- 2024 – Best Lyrics per Is It Over Now?
- 2024 – Candidatura come Favorite On Screen per Taylor Swift: The Eras Tour
- 2024 – Tour of the Year per il The Eras Tour
- 2024 – Candidatura come Best Fan Army
- 2025 – Tour of the Century per The Eras Tour[544]
- 2025 – Favorite Tour Style per The Eras Tour
- 2025 – Favorite On Screen per Taylor Swift: The Eras Tour (Taylor's Version)
- 2025 – Artist of the Year
- 2025 – Candidatura come Pop Artist of the Year
- 2025 – Candidatura come Best Collaboration per Fortnight
- 2025 – Best Lyrics per Fortnight
- 2025 – Best Music Video per Fortnight
- 2025 – Candidatura come Favorite Tour Tradition per "22" hat
- 2025 – Favorite Tour Tradition per Surprise songs
- 2025 – Favorite Surprise Guest per Taylor Swift bringing out Travis Kelce

## iHeartRadio Titanium Award
- 2018 – Canzone vincitrice per I Don't Wanna Live Forever (con Zayn)[545]
- 2019 – Canzone vincitrice per Delicate[546]

## iHeartRadio & RIAA
- 2014 – Milestone Plaque Award per Shake It Off[547]

## Indiana Film Journalists Association Awards
- 2020 – Candidatura come Best Documentary per Miss Americana[548]

## Industry Dance Awards
- 2015 – Favorite Pop Star[549]
- 2015 – Candidatura come Favorite Dance Song per Shake It Off

## Intensive Watch Music Awards
- 2014 – Song of the Month (May) per Red[550]
- 2014 – Song of the Month (October) per Shake It Off
- 2014 – Song of the Month (December) per Blank Space
- 2015 – Song of the Month (January) per Blank Space
- 2015 – Song of the Month (February) per Blank Space
- 2020 – Song of the Month (September) per Cardigan
- 2022 – Song of the Month (December) per Anti-Hero
- 2023 – Song of the Month (January) per Anti-Hero[551]
- 2023 – Song of the Month (April) per Lavender Haze[552]

## International Online Cinema Awards (INOCA)
- 2017 – Candidatura come Best Original Song per I Don't Wanna Live Forever[553]

## IRMA Chart Number 1 Awards
Il premio è noto anche come Official Irish Charts Awards.
- 2012 – #1 Album per Red[554]
- 2014 – #1 Album per 1989[555]
- 2017 – #1 Single per Look What You Made Me Do[556]
- 2017 – #1 Album per Reputation
- 2019 – #1 Album per Lover
- 2020 – #1 Album per Folklore
- 2021 – #1 Album per Fearless (Taylor's Version)
- 2021 – #1 Album per Red (Taylor's Version)
- 2021 – #1 Single per All Too Well (Taylor's Version)
- 2022 – #1 Album per Midnights[557]
- 2022 – #1 Single per Anti-Hero[558]
- 2023 – #1 Album per Speak Now (Taylor's Version)[559]
- 2023 – #1 Album per 1989 (Taylor's Version)[560]
- 2024 – #1 Album per The Tortured Poets Department[561]

## J-14's Teen Icon Awards
- 2010 – Iconic Singer[562]
- 2010 – Candidatura come Iconic Trendsetter
- 2010 – Candidatura come Iconic Female Star
- 2010 – Candidatura come Icon of the Year
- 2010 – Candidatura come Iconic Heart [Volunteer/Do Good Work] per Taylor Swift, Fundraising for Nashville flood victims
- 2011 – Candidatura come Iconic Singer[563]
- 2011 – Candidatura come Iconic Trendsetter
- 2011 – Iconic Female Star
- 2011 – Icon of the Year
- 2012 – Candidatura come Iconic Singer[564]
- 2012 – Candidatura come Iconic Trendsetter
- 2012 – Candidatura come Iconic Female Star
- 2012 – Candidatura come Icon of the Year
- 2012 – Iconic Heart [Volunteer/Do Good Work] per Taylor Swift [Music education/Childhood cancer awareness]
- 2012 – Candidatura come Iconic YouTube Video per Sophia Grace & Rosie Do Tea with Taylor Swift
- 2012 – Candidatura come Iconic Kiss per Taylor Swift & Conor Kennedy in Hyannis Port, MA
- 2012 – Candidatura come Iconic Song per We Are Never Ever Getting Back Together
- 2012 – Candidatura come Iconic Music Video per We Are Never Ever Getting Back Together
- 2013 – Candidatura come Icon of the Year[565]
- 2013 – Candidatura come Iconic Female Star
- 2013 – Candidatura come Iconic Female Singer
- 2013 – Candidatura come Iconic Viner
- 2013 – Candidatura come Iconic Song per 22
- 2013 – Candidatura come Iconic Music Video per Everything Has Changed
- 2014 – Candidatura come Iconic Female Singer[566]
- 2014 – Candidatura come Iconic Tweeter
- 2014 – Candidatura come Iconic Heart (Celeb who gave back the most!)
- 2014 – Candidatura come Icon of the Year
- 2014 – Candidatura come Iconic Female Star
- 2014 – Candidatura come Iconic Celeb Pet per Meredith & Olivia (Taylor Swift)
- 2014 – Candidatura come Iconic Song per Shake It Off
- 2014 – Candidatura come Iconic Music Video per Shake It Off
- 2015 – Candidatura come Icon of the Year
- 2015 – Candidatura come Female Star
- 2015 – Candidatura come Female Singer
- 2015 – Candidatura come Heart
- 2015 – Candidatura come Couple per Taylor Swift and Calvin Harris
- 2015 – Candidatura come Music Video per Bad Blood
- 2016 – Candidatura come Iconic Female Star[567]
- 2016 – Candidatura come Iconic Trendsetter
- 2016 – Candidatura come Iconic Heart
- 2017 – Candidatura come Iconic Female Singer[568]
- 2017 – Candidatura come Iconic Song per Look What You Made Me Do
- 2017 – Candidatura come Iconic Music Video per Look What You Made Me Do
- 2018 – Candidatura come Icon of the Year[569]
- 2018 – Candidatura come Iconic Activist
- 2018 – Candidatura come Iconic Couple per Taylor Swift e Joe Alwyn
- 2018 – Candidatura come Iconic Fandom
- 2019 – Candidatura come Icon of the Year[570]
- 2019 – Candidatura come Iconic Female Star
- 2019 – Candidatura come Iconic Female Singer
- 2019 – Candidatura come Iconic Song per You Need To Calm Down
- 2019 – Candidatura come Iconic Music Video per You Need To Calm Down
- 2020 – Candidatura come Iconic Female Star[571]
- 2020 – Candidatura come Iconic Female Singer
- 2020 – Candidatura come Iconic Song per Cardigan
- 2020 – Candidatura come Iconic Fandom
- 2021 – Iconic Female Star[572]
- 2021 – Iconic Female Singer
- 2021 – Candidatura come Iconic Fandom[573]
- 2022 – Icon of the Year[574]
- 2022 – Iconic Female Singer
- 2022 – Iconic Fandom
- 2022 – Iconic Song per All Too Well (10 Minute Version)
- 2022 – Iconic Collaboration per Snow on the Beach (ft. Lana Del Rey)
- 2022 – Iconic Music Video per Bejeweled

## Japan Gold Disc Awards
- 2015 – Album of the Year (Western) per 1989[575]
- 2015 – Best 3 Albums (Western) per 1989
- 2018 – Best 3 Albums (Western) per Reputation[576]
- 2019 – Best 3 Albums (Western) per Lover[577]
- 2019 – Album of the Year (Western) per Lover
- 2021 – Best 3 Albums (Western) per Folklore[578]
- 2023 – Best 3 Albums (Western) per Midnights[579]
- 2025 – Best 3 Albums (Western) per The Tortured Poets Department[580]
- 2025 – Album of the Year (Western) per The Tortured Poets Department
- 2025 – Artist of the Year (Western)[581]

## JIM Awards
- 2013 – Candidatura come Best Pop[582]
- 2015 – Candidatura come Best Female International[583]
- 2015 – Candidatura come Best Pop
- 2015 – Candidatura come Best Album International per 1989
- 2015 – Candidatura come Best Video per Blank Space

## Joox Indonesia Music Awards
- 2021 – International Artist of the Year[584]

## Joox Thailand Music Awards
- 2018 – Candidatura come International Artist of the Year[585]
- 2021 – Candidatura come Top Social Artist of the Year
- 2022 – Candidatura come Top Social Global Artist of the Year[586]
- 2022 – Candidatura come International Song of the Year per All Too Well (10 Minute Version)

## Joox Top Music Awards Malaysia
- 2021 – Most Popular Artist: International (Year End)[587]
- 2021 – Candidatura come International Artist (Mid Year)[588]
- 2022 – Top 5 Artists: International (Year End)[589]
- 2022 – Candidatura come Top Fans Pick (Year End)[590]
- 2022 – Candidatura come Non-Local Song Chart[591]

## Juno Awards
- 2010 – Candidatura come International Album of the Year per Fearless[592]
- 2011 – Candidatura come International Album of the Year per Speak Now[593]
- 2013 – Candidatura come International Album of the Year per Red[594]
- 2015 – Candidatura come International Album of the Year per 1989[595]
- 2018 – Candidatura come International Album of the Year per Reputation[596]
- 2021 – Candidatura come International Album of the Year per Folklore[597]
- 2022 – Candidatura come International Album of the Year per Evermore[598]
- 2023 – Candidatura come International Album of the Year per Red (Taylor's Version)[599]
- 2023 – Candidatura come International Album of the Year per Midnights
- 2024 – Candidatura come International Album of the Year per 1989 (Taylor's Version)[600]

## Kansas City Film Critics Circle Awards (KCFCC)
- 2024 – Best Documentary per Taylor Swift: The Eras Tour[601]

## KKBOX Music Awards
- 2022 – Foreing Artist of the Year[602]
- 2023 – Top 100 Artists of the Year[603]
- 2024 – Top 100 Artists of the Year
- 2025 – Top 100 Artists of the Year

## Las Culturistas Culture Awards
- 2022 – Best Taylor Swift per The Baking of Cookies[604]
- 2022 – Best Tayla Swiff per Wildest Dreams & Enchanted Mashup - 1989 World Tour
- 2023 – Eras Award for Best Era per Reputation[605]
- 2023 – Candidatura come Album of the Year per Midnights
- 2024 – Candidatura come Bene Gesserit Award for Most Slay Group of Women per Eras Tour backup dancers[606]
- 2024 – Bridge of the Year per Treacherous (Taylor's Version)
- 2024 – Candidatura come Best Word to Scream per Florida!!!
- 2024 – Candidatura come William Shakespeare Award for Being Timeless per Clara Bow
- 2024 – Candidatura come Best Picture, Literal picture per Taylor Swift screaming - The Tortured Poets Department
- 2025 – Candidatura come Best 2023 Moment per l'Eras Tour (in attesa)
- 2025 – Candidatura come Shot We Are Shooting At This Moment (in attesa)

## Latin Music Italian Awards (LMIA)
- 2013 – Candidatura come Best International Female Artist Or Group[607]
- 2014 – Candidatura come Best International Female Artist Or Group Of The Year[608]
- 2014 – Candidatura come Best International Song of The Year per Shake It Off
- 2014 – Candidatura come Best International Female Video Of The Year per Shake It Off
- 2015 – Candidatura come Best International Female Artist Or Group Of The Year[609]
- 2015 – Candidatura come Best International Female Video Of The Year per Bad Blood
- 2017 – Candidatura come Best International Female Artist Or Group Of The Year[610]
- 2017 – Candidatura come Best International Song of The Year per Look What You Made Me Do

## Latino Entertainment Journalists Association Film Awards
- 2023 – Candidatura come Best Song Written for a Film per Carolina[611]

## Los 40 Music Awards
Il premio era precedentemente noto come Los Premios 40 Principales. Nel 2015 era noto anche come Spain Music Awards o The Hall of Stars Awards.
- 2012 – Best International Artist[612]
- 2015 – Candidatura come Best International Artist[613]
- 2015 – Candidatura come Best International Video per Shake It Off
- 2015 – Candidatura come Best International Album per 1989
- 2022 – Candidatura come Categoría Internacional: Mejor artista o grupo en directo[614]
- 2023 – Candidatura come Mejor Artista o Grupo[615]
- 2023 – Candidatura come Mejor Artista o Grupo en Directo
- 2023 – Mejor Álbum per Midnights
- 2024 – Candidatura come Mejor Artista o Grupo en Directo[616] (in attesa)
- 2024 – Candidatura come Mejor Álbum per The Tortured Poets Department (in attesa)

## Love Perfume Awards
I Love Perfume Awards sono noti anche come The Perfume Shop Love Perfume Awards.
- 2012 – Nose of the Year - Women[617]
- 2013 – Candidatura come Best Celebrity Launch per Taylor
- 2013 – Candidatura come Best Celebrity Launch per Wonderstruck Enchanted

## Madison Square Garden Awards
- 2009 – Sold out concert per il Fearless Tour
- 2012 – Sold out concert per lo Speak Now World Tour
- 2012 – Sold out concert per lo Speak Now World Tour

## Meteor Ireland Music Awards
- 2010 – Candidatura come Best International Female[618]

## Metrolyrics End of the Year Awards
- 2013 – Candidatura come Swoon-Worthy Lyric of the Year per Begin Again[619]
- 2013 – Break-up Lyric of the Year per We Are Never Ever Getting Back Together[620]
- 2013 – Candidatura come The #1 Defining Song Of 2012 per We Are Never Ever Getting Back Together[621]

## Meus Prêmios Nick
- 2021 – Candidatura come Video of the Year per Willow[622]

## MixRadio Awards
- 2015 – Best Live Act[623]

## Mohegan Sun Walk of Fame
- 2009 – Mohegan Sun's Walk of Fame Award[624]

## MPS Meme Awards
- 2014 – Favorite International Artist Meme (Silver)[625]

## MPS Online Awards
- 2014 – Favorite Female International Artist[626]
- 2014 – Candidatura come Favorite Chart-topper Song per 22
- 2015 – Candidatura come Favorite Female International Artist[627]
- 2015 – Candidatura come Pop Album of the Year per 1989
- 2015 – Candidatura come Favorite Pop Song per Shake It Off
- 2015 – Candidatura come Favorite Chart Topper Song per Shake It Off
- 2015 – Candidatura come Favorite Music Video per Blank Space
- 2016 – Favorite Female International Artist[628]
- 2016 – Candidatura come Favorite International Song per Wildest Dreams
- 2016 – Candidatura come Favorite Chart-topper Song per Style
- 2016 – Candidatura come Favorite Music Video per Bad Blood
- 2016 – Candidatura come Fandom of the Year
- 2018 – Candidatura come Favorite Female International Artist[629]
- 2018 – Favorite International Song per Look What You Made Me Do
- 2018 – Candidatura come Favorite Chart-topper Song per Look What You Made Me Do
- 2018 – Candidatura come Favorite Music Video per Look What You Made Me Do
- 2018 – Album of the Year per Reputation
- 2019 – Favorite Female International Artist[630]
- 2019 – Candidatura come Favorite International Music Video per Delicate
- 2020 – Favorite Female International Artist[631]
- 2020 – Candidatura come Album of the Year per Lover
- 2020 – Candidatura come Favorite Chart-topper Song per Me!
- 2020 – Candidatura come Favorite International Song per Lover
- 2020 – Candidatura come Favorite International Music Video per Lover
- 2021 – Candidatura come Favorite International Artist[632]
- 2021 – Candidatura come Album of the Year per Folklore
- 2021 – Candidatura come Favorite International Song per Cardigan
- 2021 – Candidatura come Favorite International Music Video per Cardigan

## MTV Digital Days Awards
- 2015 – Best Innovative Video per Bad Blood[633]

## MTV Europe Music Awards (EMAs)
- 2009 – Candidatura come Miglior artista rivelazione
- 2012 – Miglior artista femminile[634]
- 2012 – Miglior artista dal vivo per lo Speak Now World Tour
- 2012 – Miglior look
- 2012 – Candidatura come Miglior artista pop
- 2012 – Candidatura come Miglior artista MTV World Stage
- 2013 – Candidatura come Miglior artista femminile[635]
- 2013 – Candidatura come Miglior artista dal vivo per The Red Tour
- 2013 – Candidatura come Miglior artista pop
- 2014 – Candidatura come Miglior artista femminile[636]
- 2014 – Candidatura come Miglior look
- 2015 – Miglior canzone per Bad Blood (ft. Kendrick Lamar)[637]
- 2015 – Candidatura come Miglior video per Bad Blood (ft. Kendrick Lamar)
- 2015 – Candidatura come Miglior collaborazione per Bad Blood (ft. Kendrick Lamar)
- 2015 – Candidatura come Miglior artista femminile
- 2015 – Candidatura come Miglior artista pop
- 2015 – Candidatura come Miglior artista dal vivo
- 2015 – Candidatura come Biggest Fans
- 2015 – Candidatura come Miglior look
- 2015 – Miglior artista statunitense
- 2015 – Candidatura come Miglior artista nordamericano
- 2017 – Candidatura come Miglior video per Look What You Made Me Do[638]
- 2017 – Candidatura come Miglior artista
- 2017 – Candidatura come Miglior look
- 2017 – Candidatura come Miglior artista pop
- 2017 – Candidatura come Biggest Fans
- 2017 – Candidatura come Miglior artista statunitense
- 2018 – Candidatura come Biggest Fans[639]
- 2019 – Miglior artista statunitense[640]
- 2019 – Candidatura come Miglior artista
- 2019 – Candidatura come Biggest Fans
- 2019 – Miglior video per Me!
- 2020 – Candidatura come Miglior artista statunitense[641]
- 2020 – Candidatura come Biggest Fans
- 2020 – Candidatura come Miglior video per The Man
- 2021 – Miglior artista statunitense[642]
- 2021 – Candidatura come Biggest Fans
- 2021 – Candidatura come Miglior video per Willow
- 2022 – Best Artist[643]
- 2022 – Best Pop
- 2022 – Candidatura come Best US Act
- 2022 – Candidatura come Biggest Fans
- 2022 – Best Longform Video per All Too Well (10 Minute Version)
- 2022 – Best Video per All Too Well (10 Minute Version)
- 2023 – Best Artist[644]
- 2023 – Candidatura come Best Pop
- 2023 – Candidatura come Best US Act
- 2023 – Candidatura come Best Song per Anti-Hero
- 2023 – Best Video per Anti-Hero
- 2023 – Best Live per The Eras Tour
- 2023 – Candidatura come Biggest Fans
- 2024 – Best Artist[645]
- 2024 – Best Live
- 2024 – Candidatura come Best Pop
- 2024 – Best US Act
- 2024 – Candidatura come Best Collaboration per Fortnight
- 2024 – Best Music Video per Fortnight
- 2024 – Candidatura come Biggest Fans

## MTV Fandom Awards
- 2015 – Candidatura come Fandom Army Of The Year[646]

## MTV Millennial Awards Latinoamérica (MIAW)
Il premio è noto anche come MTV MIAW Awards.
- 2013 – Hit Chicle Del Año (Sticky Hit of the Year) per We Are Never Ever Getting Back Together[647]
- 2013 – Candidatura come Superfans del año per Swifties: Taylor Swift Fan Club Colombia
- 2015 – Candidatura come Instagramer global del año[648]
- 2015 – Candidatura come Hit internacional del año per Blank Space
- 2017 – Colaboración del año per I Don't Wanna Live Forever[649]
- 2022 – Candidatura come Hit Global del Año per All Too Well[650]
- 2023 – Candidatura come Himno Galáctico del Año per Anti-Hero[651]
- 2024 – Candidatura come Fandom del Año[652]
- 2024 – Candidatura come Epic Kiss de Año per Taylor e Travis
- 2024 – Candidatura come Evento del Año per The Eras Tour

## MTV Video Music Awards (VMAs)
- 2008 – Candidatura come Nuova artista dell'anno per Teardrops on My Guitar[653]
- 2009 – Miglior video femminile per You Belong with Me[654]
- 2010 – Candidatura come Miglior video femminile per Fifteen[655]
- 2011 – Candidatura come Miglio video con un messaggio sociale per Mean[656]
- 2013 – Candidatura come Video dell'anno per I Knew You Were Trouble[657]
- 2013 – Miglior video femminile per I Knew You Were Trouble
- 2015 – Miglior video femminile per Blank Space[658]
- 2015 – Miglio video pop per Blank Space
- 2015 – Video dell'anno per Bad Blood (ft. Kendrick Lamar)
- 2015 – Migliore collaborazione per Bad Blood (ft. Kendrick Lamar)
- 2015 – Candidatura come Migliore direzione artistica per Bad Blood (ft. Kendrick Lamar)
- 2015 – Candidatura come Migliore cinematografia per Bad Blood (ft. Kendrick Lamar)
- 2015 – Candidatura come Miglior regia per Bad Blood (ft. Kendrick Lamar)
- 2015 – Candidatura come Miglior editing per Bad Blood (ft. Kendrick Lamar)
- 2015 – Candidatura come Migliori effetti speciali per Bad Blood (ft. Kendrick Lamar)
- 2015 – Candidatura come Canzone dell'estate per Bad Blood (ft. Kendrick Lamar)
- 2017 – Migliore collaborazione per I Don't Wanna Live Forever (con Zayn)[659]
- 2018 – Candidatura come Best Art Direction per Look What You Made Me Do[660]
- 2018 – Candidatura come Best Editing per Look What You Made Me Do
- 2018 – Candidatura come Best Visual Effects per Look What You Made Me Do
- 2019 – Video dell'anno per You Need to Calm Down[661]
- 2019 – Candidatura come Canzone dell'anno per You Need to Calm Down
- 2019 – Candidatura come Best Pop per You Need to Calm Down
- 2019 – Video for Good per You Need to Calm Down
- 2019 – Candidatura come Best Direction per You Need to Calm Down
- 2019 – Candidatura come Best Editing per You Need to Calm Down
- 2019 – Candidatura come Best Art Direction per You Need to Calm Down
- 2019 – Candidatura come Best Power Anthem per You Need to Calm Down
- 2019 – Candidatura come Song of the Summer per You Need to Calm Down
- 2019 – Candidatura come Migliore collaborazione per Me!
- 2019 – Best Visual Effects per Me!
- 2019 – Candidatura come Best Cinematography per Me!
- 2020 – Candidatura come Video dell'anno per The Man[662]
- 2020 – Candidatura come Video for Good per The Man
- 2020 – Miglior regia per The Man
- 2020 – Candidatura come Best Pop per Lover
- 2020 – Candidatura come Best Art Direction per Lover
- 2020 – Candidatura come Song of the Summer per Cardigan
- 2021 – Candidatura come Best Pop per Willow[663]
- 2021 – Candidatura come Miglior regia per Willow
- 2021 – Candidatura come Best Art Direction per Willow
- 2021 – Candidatura come Artista dell'anno
- 2022 – Video of the Year per All Too Well: The Short Film[664]
- 2022 – Best Longform Video per All Too Well: The Short Film
- 2022 – Best Directing per All Too Well: The Short Film
- 2022 – Candidatura come Best Cinematography per All Too Well: The Short Film
- 2022 – Candidatura come Best Editing per All Too Well: The Short Film
- 2023 – Artist of the Year[665]
- 2023 – Video of the Year per Anti-Hero
- 2023 – Song of the Year per Anti-Hero
- 2023 – Best Pop per Anti-Hero
- 2023 – Best Cinematography per Anti-Hero
- 2023 – Best Direction per Anti-Hero
- 2023 – Best Visual Effects per Anti-Hero
- 2023 – Candidatura come Best Editing per Anti-Hero
- 2023 – Show of the Summer per The Eras Tour
- 2023 – Candidatura come Song of the Summer per Karma (remix) ft. Ice Spice
- 2023 – Album of The Year per Midnights
- 2024 – Artist of the Year[666]
- 2024 – Best Pop
- 2024 – Video of the Year per Fortnight
- 2024 – Candidatura come Song of the Year per Fortnight[667]
- 2024 – Best Collaboration per Fortnight
- 2024 – Best Direction per Fortnight
- 2024 – Candidatura come Best Cinematography per Fortnight
- 2024 – Best Editing per Fortnight
- 2024 – Candidatura come Best Visual Effects per Fortnight
- 2024 – Candidatura come Best Art Direction per Fortnight
- 2024 – Song of the Summer per Fortnight[668]
- 2024 – Candidatura come Most Iconic Performance per You Belong With Me at the 2009 VMAs

## MTV Movie & TV Awards
Il premio era noto come MTV Movie Awards nel 2010.
- 2010 – Candidatura come Best Kiss per Valentine's Day con Taylor Lautner[669]
- 2021 – Candidatura come Best Music Documentary per Miss Americana[670]
- 2023 – Best Song per Carolina[671]
- 2023 – Candidatura come Best Musical Moment per This Love (Taylor's Version) in The Summer I Turned Pretty[672]

## MTV Italian Music Awards
- 2014 – Candidatura come Artist Saga[673]
- 2015 – Candidatura come Wonder Woman[674]
- 2015 – Candidatura come MTV Awards Star
- 2016 – Candidatura come Air Vigorsol Best Fresh Video per Wildest Dreams[675]

## MTV Video Music Awards Japan
- 2010 – Candidatura come Best New Artist per You Belong With Me[676]
- 2011 – Candidatura come Best Female Video per Mine[677]
- 2011 – Candidatura come Best Pop Video per Mine
- 2013 – Candidatura come Best Female Video per We Are Never Ever Getting Back Together[678]
- 2013 – Candidatura come Best Pop Video per We Are Never Ever Getting Back Together
- 2013 – Candidatura come Best Karaokee! Video per We Are Never Ever Getting Back Together
- 2015 – Candidatura come Best Female Video – International per Blank Space[679]
- 2019 – Best Female Video – International per Me![680]

## MTV Video Music Awards Latin America (Los Premios MTV)
- 2009 – Candidatura come Mejor Artista Pop — Internacional[681]
- 2009 – Candidatura come Mejor Artista Nuevo — Internacional
- 2009 – Candidatura come Mejor Fan Club

## MTV Video Music Brazil
- 2012 – Candidatura come International Artist[682]

## MTV Video Play Awards
- 2012 – Winning Video per We Are Never Ever Getting Back Together
- 2013 – Winning Video per I Knew You Were Trouble
- 2014 – Winning Video per Shake It Off
- 2017 – Winning Video per I Don't Wanna Live Forever
- 2023 – Winning Video per Anti-Hero

## MTV Millennial Awards Brazil
Il premio è noto anche come Prêmios MTV MIAW o MTV MIAW Awards Brazil.
- 2018 – Candidatura come International Hit per Look What You Make Me Do[683]
- 2018 – Shade of the Year per Taylor Swift e Katy Perry
- 2018 – Candidatura come Pet of the Year per Olivia Benson
- 2019 – Candidatura come Pet of the Year per Olivia Benson[684]

## MTVU Woodie Awards
- 2015 – Best Cover Woodie per Riptide di Vance Joy[685]

## Music Awards Japan
- 2025 – Candidatura come Best International Pop Song in Japan per Fortnight[686] (in attesa)
- 2025 – Candidatura come Best of Listeners' Choice: International Song per Fortnight (in attesa)

## Music Business Association Awards (NARM)
I Music Business Association Awards sono noti anche come premi conferiti dalla NARM Convention o come NARM Music Awards.
- 2010 – Artist of the Year[687]

## Music Choice Awards
- 2015 – Premio MC Icons

## Music Daily Awards (MDU)
I Music Daily Awards rappresentano il premio musicale più prestigioso in Ungheria.
- 2021 – Best Artist[688]

## Music Society Awards
I Music Society Awards erano noti anche come Annual Music Society Awards.
- 2016 – Candidatura come Song of the Year per Wildest Dreams[689]
- 2017 – Candidatura come Digital Music Icon[690]
- 2017 – Candidatura come Record of the Year per I Don’t Wanna Live Forever
- 2017 – Candidatura come Best Song for Visual Media per I Don’t Wanna Live Forever

## Music Week Awards
- 2023 – Candidatura come Artist Marketing Campaign per Taylor Swift, EMI[691]

## Musicrow Awards
- 2007 – Breakthrough Artist Critics' Pick

## Musikförläggarnas Pris
- 2015 – Årets Låt (Song of the Year) per Shake It Off[692]

## MVPA Awards
- 2020 – Candidatura come Best Production Design in a Video per Lover[693]
- 2020 – Candidatura come Best Visual Effects in a Video per Cardigan

## Myx Music Awards
- 2010 – Favorite International Video per Love Story[694]
- 2013 – Candidatura come Favorite International Video per We Are Never Ever Getting Back Together
- 2015 – Favorite International Video per Shake It Off
- 2016 – Favorite International Video per Bad Blood[695]
- 2018 – Candidatura come Favorite International Video per Look What You Made Me Do
- 2019 – Candidatura come Favorite International Video per Delicate
- 2020 – Candidatura come Favorite International Video per Lover[696]
- 2021 – Candidatura come Favorite International Video per Cardigan[697]
- 2024 – Candidatura come Global Video of the Year per Fortnight[698]

## Nashville Music Awards
- 2009 – Artist Of The Year
- 2009 – Songwriter-Artist of the Year
- 2009 – Album of the Year per Fearless

## Nashville Songwriters Association International Awards (NSAI)
- 2007 – Songwriter/Artist of the Year, in parità con Alan Jackson[699]
- 2009 – Songwriter/Artist of the Year
- 2009 – N°1 Honored Song per Should've Said No
- 2009 – N°1 Honored Song per Love Story
- 2010 – Songwriter/Artist of the Year
- 2010 – Top 11 Songs I Wish I'd Written per You Belong With Me
- 2010 – Top Tunesmith per You Belong With Me
- 2011 – Songwriter/Artist of the Year
- 2011 – Top 10 Songs I Wish I'd Written per Mean
- 2011 – N°1 Song per Mine
- 2012 – Songwriter/Artist of the Year
- 2012 – World's Largest Party #1 Honored Song per Eyes Open
- 2012 – World's Largest Party #1 Honored Song per If This Was A Movie
- 2012 – World's Largest Party #1 Honored Song per Ours
- 2012 – World's Largest Party #1 Honored Song per Sparks Fly
- 2013 – Songwriter/Artist of the Year
- 2013 – Recognized N°1 Song per I Knew You Were Trouble
- 2015 – Songwriter/Artist of the Year
- 2015 – Ten Songs I Wish I'd Written per Shake It Off[700]
- 2015 – No. 1 Song per Shake It Off
- 2015 – No. 1 Song per Out Of The Woods
- 2015 – No. 1 Song per Blank Space
- 2017 – Ten Songs I Wish I'd Written per Better Man
- 2020 – Ten Songs I Wish I'd Written per Lover
- 2021 – Ten Songs I Wish I'd Written per Cardigan[701]
- 2021 – Ten Songs I Wish I'd Written per Willow
- 2022 – Songwriter-Artist of the Decade[702]
- 2023 – 10 Songs I Wish I’d Written per Anti-Hero[703]
- 2023 – Candidatura come 10 Songs I Wish I’d Written per Lavender Haze[704]

## Nashville Symphony Ball
- 2011 – Harmony Award[705]

## National Arts & Entertainment Journalism Awards
- 2021 – Candidatura come Personality Profile per Chris Willman e Taylor Swift
- 2021 – Candidatura come Commentary Analysis per Chris Willman e Taylor Swift

## National Music Publisher's Association Awards (NMPA)
Il premio è assegnato agli autori delle canzoni. Di conseguenza, sono incluse canzoni non cantate da Taylor o cover dei suoi brani, perché Taylor Swift riceve il premio in quanto autrice dei brani.
- 5 novembre 2007 – Gold per Teardrops On My Guitar
- 28 febbraio 2008 – Gold per Our Song
- 28 febbraio 2008 – Platinum per Teardrops On My Guitar
- 7 maggio 2008 – Platinum per Our Song
- 25 settembre 2008 – Gold per Picture to Burn
- 1º ottobre 2009 – Gold per Best Days of Your Life (di Kellie Pickler)
- 14 aprile 2010 – Gold per Today Was a Fairytale
- 14 aprile 2010 – Gold per Two Is Better Than One
- 14 aprile 2010 – Platinum per Two Is Better Than One
- 15 aprile 2010 – Gold per Fearless
- 15 aprile 2010 – Multi-Platinum per Love Story
- 15 aprile 2010 – Multi-Platinum per Our Song
- 15 aprile 2010 – Platinum per Picture to Burn
- 15 aprile 2010 – Platinum per Should've Said No
- 15 aprile 2010 – Multi-Platinum per Teardrops On My Guitar
- 15 aprile 2010 – Platinum per Tim McGraw
- 15 aprile 2010 – Platinum per White Horse
- 15 aprile 2010 – Multi-Platinum per You Belong With Me
- 15 aprile 2010 – Gold per You're Not Sorry
- 15 febbraio 2011 – Multi-Platinum per Mine
- 15 aprile 2011 – Platinum per Back To December
- 15 aprile 2011 – Platinum per Fifteen
- 15 aprile 2011 – Platinum per Forever And Always
- 15 maggio 2011 – Platinum per Mine
- 15 dicembre 2011 – Gold per Jump Then Fall
- 15 dicembre 2011 – Platinum per Mean
- 15 dicembre 2011 – Gold per Sparks Fly
- 15 dicembre 2011 – Gold per Speak Now
- 12 aprile 2012 – Platinum per Ours
- 24 marzo 2013 – Gold per 22
- 24 marzo 2013 – Platinum per Begin Again
- 24 marzo 2013 – Multi-Platinum per I Knew You Were Trouble
- 25 luglio 2013 – Platinum per 22
- 25 luglio 2013 – Multi-Platinum per Mean
- 25 luglio 2013 – Platinum per Red
- 25 luglio 2013 – Gold per Ronan
- 7 ottobre 2013 – Multi-Platinum per We Are Never Ever Getting Back Together
- 14 novembre 2014 – Gold per Breathe
- 14 novembre 2014 – Platinum per Shake It Off
- 10 marzo 2015 – Gold per Better than Revenge
- 10 marzo 2015 – Multi-Platinum per Blank Space
- 10 marzo 2015 – Multi-Platinum per I Knew You Were Trouble
- 10 marzo 2015 – Platinum per I'm Only Me When I'm With You
- 10 marzo 2015 – Gold per Invisible
- 10 marzo 2015 – Gold per Out of the Woods
- 10 marzo 2015 – Multi-Platinum per Shake It Off
- 10 marzo 2015 – Gold per Style
- 10 marzo 2015 – Gold per Welcome to New York
- 10 marzo 2015 – Multi-Platinum per You Belong With Me
- 17 marzo 2015 – Multi-Platinum per Blank Space
- 17 marzo 2015 – Multi-Platinum per Shake It Off
- 22 aprile 2015 – Multi-Platinum per 22
- 22 aprile 2015 – Multi-Platinum per We Are Never Ever Getting Back Together
- 23 aprile 2015 – Platinum per Style
- 18 maggio 2015 – Multi-Platinum per Love Story
- 10 giugno 2015 – Multi-Platinum per Blank Space
- 10 giugno 2015 – Multi-Platinum per Shake It Off
- 20 luglio 2015 – Multi-Platinum per Style
- 20 luglio 2015 – Gold per Wildest Dreams
- 19 agosto 2015 – Multi-Platinum per Bad Blood
- 19 agosto 2015 – Gold per Never Grow Up
- 20 ottobre 2015 – Multi-Platinum per Bad Blood
- 20 ottobre 2015 – Multi-Platinum per Shake It Off
- 13 giugno 2016 – Gold per New Romantics
- 13 giugno 2016 – Platinum per Out of the Woods
- 19 settembre 2016 – Gold per Blank Space (dei I Prevail)
- 19 settembre 2016 – Platinum per This Is What You Came For
- 17 ottobre 2016 – Multi-Platinum (3) per Wildest Dreams
- 3 marzo 2017 – Multi-Platinum per Bad Blood
- 12 maggio 2017 – Gold per I Don't Wanna Live Forever
- 12 maggio 2017 – Platinum per I Don't Wanna Live Forever
- 12 maggio 2017 – Multi-Platinum per I Don't Wanna Live Forever
- 14 luglio 2017 – Multi-Platinum per Shake It Off
- 14 luglio 2017 – Gold per State of Grace
- 14 luglio 2017 – Multi-Platinum (4) per This Is What You Came For
- 14 agosto 2017 – Multi-Platinum per I Don't Wanna Live Forever
- 14 settembre 2017 – Gold per Better Man (dei Little Big Town)
- 14 settembre 2017 – Platinum per Better Man (dei Little Big Town)
- 12 ottobre 2017 – Gold per Look What You Made Me Do
- 12 ottobre 2017 – Platinum per Look What You Made Me Do
- 29 marzo 2018 – Gold per All You Had To Do Was Stay
- 29 marzo 2018 – Gold per Gorgeous
- 29 marzo 2018 – Gold per Haunted
- 29 marzo 2018 – Multi-Platinum per Look What You Made Me Do
- 29 marzo 2018 – Platinum per Ready For It
- 13 aprile 2018 – Gold per Call It What You Want
- 13 aprile 2018 – Gold per End Game
- 13 aprile 2018 – Multi-Platinum per Everything Has Changed
- 13 aprile 2018 – Gold per This Love
- 13 aprile 2018 – Platinum per This Love
- 13 agosto 2018 – Gold per All Too Well
- 13 agosto 2018 – Multi-Platinum per Blank Space
- 13 agosto 2018 – Gold per Delicate
- 13 agosto 2018 – Platinum per Delicate
- 13 agosto 2018 – Platinum per End Game
- 13 agosto 2018 – Platinum per Forever & Always
- 13 agosto 2018 – Gold per How You Get The Girl
- 13 agosto 2018 – Multi-Platinum per I Knew You Were Trouble
- 13 agosto 2018 – Multi-Platinum per Look What You Made Me Do
- 13 agosto 2018 – Multi-Platinum per Ready For It
- 13 agosto 2018 – Multi-Platinum (2) per Red
- 13 agosto 2018 – Gold per The Best Day
- 13 agosto 2018 – Gold per The Way I Loved You
- 13 agosto 2018 – Platinum per Welcome To New York
- 9 agosto 2019 – Multi-Platinum (5) per This Is What You Came For
- 20 agosto 2019 – Platinum per Me!
- 16 settembre 2019 – Platinum per Blank Space (dei I Prevail)
- 31 marzo 2020 – Multi-Platinum per Bad Blood
- 31 marzo 2020 – Multi-Platinum per Delicate
- 31 marzo 2020 – Gold per I Know Places
- 31 marzo 2020 – Diamond per Shake It Off
- 31 marzo 2020 – Multi-Platinum (6) per This Is What You Came For
- 31 marzo 2020 – Multi-Platinum per Tim McGraw
- 31 marzo 2020 – Multi-Platinum (4) per Wildest Dreams
- 31 dicembre 2020 – Gold per Exile
- 31 dicembre 2020 – Multi-Platinum (2) per Lover
- 31 dicembre 2020 – Multi-Platinum (2) per Me!
- 31 dicembre 2020 – Platinum per The Man
- 31 dicembre 2020 – Multi-Platinum (3) per You Need To Calm Down
- 9 giugno 2021 – Songwriter Icon Award[708]
- 30 giugno 2021 – Multi-Platinum (2) per Better Man (dei Little Big Town)
- 30 giugno 2021 – Gold per Deja Vu
- 30 giugno 2021 – Platinum per Deja Vu
- 31 dicembre 2021 – Gold per Shake It Off (dei Kidz Bop Kids)
- 31 marzo 2022 – Multi-Platinum (3) per Deja Vu
- 31 dicembre 2022 – Platinum per The 1
- 31 dicembre 2022 – Platinum per Cardigan
- 31 dicembre 2022 – Platinum per Exile
- 31 dicembre 2022 – Platinum per Willow
- 31 dicembre 2022 – Multi-Platinum (3) per Better Man (dei Little Big Town)
- 31 marzo 2023 – Gold per Babe
- 31 marzo 2023 – Gold per You'll Always Find Your Way Back Home (di Hannah Montana)
- 30 giugno 2023 – Multi-Platinum (8) per This Is What You Came For
- 30 giugno 2023 – Multi-Platinum (4) per Deja Vu
- 30 settembre 2023 – Platinum per 1 step forward, 3 steps back

## Neox Fan Awards
- 2013 – Candidatura come Best Song of the Year per 22[709]

## NetEase Annual Music Awards
I premi, a partire dal 2022, sono noti anche come NetEase Cloud Music Awards
- 2019 – Top Western Female[710]
- 2019 – Top Western Album per Lover
- 2019 – Candidatura come Most Slay Song Title per You Need to Calm Down
- 2020 – Top Western Act[711]
- 2020 – Top Western Album per Folklore
- 2020 – Top Folk Music Album per Folklore
- 2021 – Top 10 Hottest Albums of the Year (7º posto) per Fearless (Taylor's Version)[712]

- 2022 – English Album of the Year per Midnights[713]
- 2023 – English Album of the Year per 1989 (Taylor's Version)[714]
- 2024 – Top English Album per The Tortured Poets Department[715]
- 2024 – Top English Single per Fortnight

## NET Honours Annual People's Choice Awards
- 2023 – Candidatura come Most Popular Foreign Celebrity[716]

## New Music Awards
- 2015 – AC Female Artist of the Year
- 2016 – AC Female Artist of the Year
- 2019 – Candidatura come Top40 Female Artist of the Year[717]
- 2019 – Candidatura come Top40 Single of the Year per Delicate
- 2024 – Candidatura come AC Female Artist[718]
- 2024 – Top40/CHR Female Artist
- 2024 – Top40/CHR Song of the Year per Cruel Summer
- 2024 – Candidatura come AC Song of the Year per Karma
- 2025 – Candidatura come Top40/CHR Song of the Year per Fortnight[719]
- 2025 – Candidatura come Top40/CHR Female Artist
- 2025 – Candidatura come AC Female Artist

## New Vil La Radio
- 2023 – 23 Fashion Award[720]

## New York University
- 2022 – Honorary Doctor of Fine Arts Degree

## Nickelodeon Kids' Choice Awards (KCAs)
- 2010 – Favorite Female Singer[721]
- 2010 – Favorite Song per You Belong with Me
- 2011 – Candidatura come Favorite Female Singer[722]
- 2011 – Candidatura come Favorite Song per Mine
- 2012 – Candidatura come Favorite Female Singer[723]
- 2012 – Candidatura come Favorite Song per Sparks Fly
- 2012 – The Big Help Award[724]
- 2013 – Candidatura come Favorite Female Singer[725]
- 2013 – Candidatura come Favorite Song per We Are Never Ever Getting Back Together
- 2013 – Candidatura come Favorite Voice in an Animated Movie per Lorax - Il guardiano della foresta
- 2014 – Candidatura come Favorite Female Singer[726]
- 2014 – Candidatura come Favorite Song per I Knew You Were Trouble
- 2015 – Candidatura come Favorite Female Singer[727]
- 2015 – Candidatura come Favorite Song per Shake It Off
- 2016 – Candidatura come Favorite Female Singer[728]
- 2016 – Candidatura come Favorite Song per Bad Blood (ft. Kendrick Lamar)
- 2016 – Candidatura come Favorite Collaboration per Bad Blood (ft. Kendrick Lamar)
- 2018 – Candidatura come Favorite Female Singer[729]
- 2018 – Candidatura come Favorite Global Music Star
- 2018 – Candidatura come Favorite Song per Look What You Made Me Do
- 2019 – Candidatura come Favorite Female Artist[730]
- 2019 – Favorite Global Music Star
- 2019 – Candidatura come Favorite Song per Delicate
- 2020 – Candidatura come Favorite Female Artist[731]
- 2020 – Favorite Global Music Star
- 2020 – Candidatura come Favorite Movie Actress per Cats
- 2020 – Candidatura come Favorite Song per You Need to Calm Down
- 2020 – Candidatura come Favorite Collaboration per Me!
- 2021 – Candidatura come Favorite Female Artist[732]
- 2021 – Candidatura come Favorite Global Music Star
- 2021 – Candidatura come Favorite Song per Cardigan
- 2022 – Candidatura come Favorite Female Artist[733]
- 2022 – Candidatura come Favorite Song per All Too Well (10 Minute Version)
- 2022 – Candidatura come Favorite Album per Fearless (Taylor's Version)
- 2022 – Candidatura come Favorite Album per Red (Taylor's Version)
- 2023 – Favorite Female Artist[734]
- 2023 – Candidatura come Favorite Global Music Star
- 2023 – Favorite Album per Midnights
- 2023 – Candidatura come Favorite Song per Anti-Hero
- 2023 – Candidatura come Favorite Song per Bejeweled
- 2023 – Favorite Celebrity Pet per Olivia Benson
- 2024 – Favorite Female Artist[735]
- 2024 – Favorite Global Music Star
- 2024 – Candidatura come Favorite Album per The Tortured Poets Department
- 2024 – Candidatura come Favorite Music Collaboration per Fortnight (ft. Post Malone)
- 2024 – Candidatura come Favorite Music Collaboration per Karma (ft. Ice Spice)
- 2024 – Favorite Ticket of the Year per The Eras Tour
- 2025 – Candidatura come Favorite Female Artist[736]
- 2025 – Candidatura come Favorite Song per I Can Do It with a Broken Heart

## Nickelodeon Australian Kids' Choice Awards
- 2009 – Candidatura come Fave International Singer[737]
- 2009 – Candidatura come Fave Song per Love Story
- 2010 – Candidatura come Fave Kiss per Valentine's Day (con Taylor Lautner)[738]
- 2010 – Candidatura come Hottest Hottie
- 2013 – Candidatura come Aussie's Fave Music Act
- 2013 – Candidatura come Aussie's Fave Song per I Knew You Were Trouble
- 2015 – Candidatura come Aussie/Kiwi's Favourite Fan Army[739]
- 2015 – Candidatura come Aussie/Kiwi's Favourite Animal per Meredith Grey e Olivia Benson

## Nickelodeon Argentina Kids' Choice Awards
- 2013 – Candidatura come Favorite International Song per We Are Never Ever Getting Back Together[740]
- 2015 – Candidatura come Favorite International Artist or Group[741]

## Nickelodeon Colombia Kids' Choice Awards
- 2015 – Candidatura come Favorite International Artist or Group[742]

## Nickelodeon Mexico Kids' Choice Awards
- 2015 – Candidatura come Favorite International Artist or Group[743]
- 2023 – Artista Global Fav[744]
- 2023 – Candidatura come Hit Global del Año per Lavender Haze
- 2023 – Candidatura come Master Fandom

## Nickelodeon UK Kids' Choice Awards
- 2015 – Candidatura come UK Favorite Fan Army[745]
- 2016 – Candidatura come UK Favourite Fan Family
- 2016 – Candidatura come UK Favourite Famous Cat
- 2016 – Candidatura come UK Favourite Famous Cat

## Nielsen Soundscan Awards
- 2011 – Best-Selling Debut Week Sales for Female Country Artist per Speak Now

## NME Awards
- 2015 – Candidatura come Hero of the Year[746]
- 2015 – Candidatura come Villain of the Year
- 2016 – Candidatura come Hero of the Year[747]
- 2016 – Best International Solo Artist
- 2018 – Candidatura come Best International Solo Artist[748]
- 2018 – Candidatura come Best Music Video per Look What You Made Me Do
- 2020 – Best Solo Act in the World[749]
- 2022 – Best Reissue per Red (Taylor's Version)[750]
- 2022 – Candidatura come Best Music Video per All Too Well: The Short Film

## North Dakota Film Society Awards
- 2020 – Candidatura come Best Original Song per Only The Young[751]

## Northwest Tennessee Disaster Services
- 2012 – Honorary Star of Compassion[752]

## Now... That's What I Call Music Awards
- 2018 – Candidatura come Best Now Female[753]

## NRJ Music Awards
- 2015 – International Female Artist of the Year[754]
- 2015 – Video of the Year per Bad Blood (ft. Kendrick Lamar)
- 2017 – Candidatura come International Female Artist of the Year[755]
- 2017 – Candidatura come Video of the Year per Look What You Made Me Do
- 2019 – Candidatura come International Female Artist of the Year
- 2023 – Candidatura come International Female Artist of the Year[756]
- 2023 – Candidatura come International Video of the Year per Anti-Hero
- 2024 – Artiste Féminine Internationale[757]
- 2024 – Candidatura come Collab/Duo International per Fortnight
- 2024 – Candidatura come Concert per l'Eras Tour

## O Music Awards
- 2012 – Candidatura come Fan Army FTW[758]
- 2012 – Candidatura come Most Extreme Fan Outreach

## Official Charts Company Specialist Awards (OCC UK)
I premi sono assegnati dalla Official UK Chart ai progetti che raggiungono la prima posizione settimanale in una classifica.
- 2009 – #1 Official Country Artists Albums Chart per Taylor Swift
- 2009 – #1 Official Country Artists Albums Chart per Fearless
- 2012 – #1 Official Albums Chart per Red
- 2012 – #1 Official Scottish Albums Chart per Red
- 2012 – #1 Official Physical Albums Chart per Red
- 2014 – #1 Official Video Streaming Chart per Shake It Off
- 2014 – #1 Official Audio Streaming Chart per Shake It Off
- 2014 – #1 Official Albums Chart per 1989
- 2014 – #1 Official Scottish Albums Chart per 1989
- 2014 – #1 Official Album Downloads Chart per 1989
- 2014 – #1 Official Physical Albums Chart per 1989
- 2014 – #1 Official Video Streaming Chart per Blank Space
- 2014 – #1 Official Singles Downloads Chart per Blank Space
- 2015 – #1 Official Video Streaming Chart per Bad Blood
- 2016 – #1 Asian Music Chart per I Don't Wanna Live Forever
- 2017 – #1 Official Singles Chart per Look What You Made Me Do
- 2017 – #1 Official Singles Sales Chart per Look What You Made Me Do
- 2017 – #1 Official Singles Downloads Chart per Look What You Made Me Do
- 2017 – #1 Official Video Streaming Chart per Look What You Made Me Do
- 2017 – #1 Official Audio Streaming Chart per Look What You Made Me Do
- 2017 – #1 Official Albums Chart per Reputation
- 2017 – #1 Official Scottish Albums Chart per Reputation
- 2017 – #1 Official Albums Sales Chart per Reputation
- 2017 – #1 Official Album Downloads Chart per Reputation
- 2017 – #1 Official Physical Albums Chart per Reputation
- 2019 – #1 Official Albums Chart per Lover
- 2019 – #1 Official Scottish Albums Chart per Lover
- 2019 – #1 Official Albums Sales Chart per Lover
- 2019 – #1 Official Album Downloads Chart per Lover
- 2019 – #1 Official Physical Albums Chart per Lover
- 2019 – #1 Official Physical Singles Chart per Teardrops On My Guitar
- 2019 – #1 Official Vinyl Singles Chart per Teardrops On My Guitar
- 2020 – #1 Official Albums Chart per Folklore
- 2020 – #1 Official Album Downloads Chart per Folklore
- 2020 – #1 Official Vinyl Albums Chart per Folklore
- 2020 – #1 Official Albums Chart per Evermore
- 2020 – #1 Official Album Downloads Chart per Evermore
- 2021 – #1 Official Record Store Chart per Folklore
- 2021 – #1 Official Albums Chart per Fearless (Taylor's Version)
- 2021 – #1 Official Scottish Albums Chart per Fearless (Taylor's Version)
- 2021 – #1 Official Albums Sales Chart per Fearless (Taylor's Version)
- 2021 – #1 Official Album Downloads Chart per Fearless (Taylor's Version)
- 2021 – #1 Official Physical Albums Chart per Fearless (Taylor's Version)
- 2021 – #1 Official Country Artists Albums Chart per Fearless (Taylor's Version)
- 2021 – #1 Official Vinyl Albums Chart per Evermore
- 2021 – #1 Official Albums Chart per Red (Taylor's Version)
- 2021 – #1 Official Scottish Albums Chart per Red (Taylor's Version)
- 2021 – #1 Official Albums Sales Chart per Red (Taylor's Version)
- 2021 – #1 Official Album Downloads Chart per Red (Taylor's Version)
- 2021 – #1 Official Physical Albums Chart per Red (Taylor's Version)
- 2021 – #1 Official Video Streaming Chart per All Too Well: The Short Film
- 2021 – #1 Independent Singles Breakers Chart per Renegade (con i Big Red Machine)
- 2022 – #1 Year End Chart Biggest Americana Album of 2021 per Evermore
- 2022 – #1 Official Physical Singles Chart per The Lakes
- 2022 – #1 Official Vinyl Singles Chart per The Lakes
- 2022 – #1 Official Albums Chart per Midnights
- 2022 – #1 Official Scottish Albums Chart per Midnights
- 2022 – #1 Official Albums Sales Chart per Midnights
- 2022 – #1 Official Album Downloads Chart per Midnights
- 2022 – #1 Official Physical Albums Chart per Midnights
- 2022 – #1 Official Vinyl Albums Chart per Midnights
- 2022 – #1 Official Singles Chart per Anti-Hero
- 2022 – #1 Official Singles Sales Chart per Anti-Hero
- 2022 – #1 Official Singles Downloads Chart per Anti-Hero
- 2022 – #1 Official Video Streaming Chart per Anti-Hero
- 2022 – #1 Official Audio Streaming Chart per Anti-Hero
- 2023 – #1 Year End Chart Biggest Americana Album of 2022 per Evermore
- 2023 – #1 Year End Chart Biggest Vinyl Album of 2022 per Midnights
- 2023 – #1 Official Scottish Albums Chart per Folklore - The Long Pond Studio Sessions
- 2023 – #1 Official Vinyl Albums Chart per Folklore - The Long Pond Studio Sessions
- 2023 – #1 Official Albums Chart per Speak Now (Taylor's Version)
- 2023 – #1 Official Scottish Albums Chart per Speak Now (Taylor's Version)
- 2023 – #1 Official Albums Sales Chart per Speak Now (Taylor's Version)
- 2023 – #1 Official Album Downloads Chart per Speak Now (Taylor's Version)
- 2023 – #1 Official Physical Albums Chart per Speak Now (Taylor's Version)
- 2023 – #1 Official Vinyl Albums Chart per Speak Now (Taylor's Version)
- 2023 – #1 Official Albums Streaming Chart per Speak Now (Taylor's Version)
- 2023 – #1 Official Music Video Chart per Speak Now: World Tour Live
- 2023 – #1 Official Albums Chart per 1989 (Taylor's Version)
- 2023 – #1 Official Scottish Albums Chart per 1989 (Taylor's Version)
- 2023 – #1 Official Albums Sales Chart per 1989 (Taylor's Version)
- 2023 – #1 Official Album Downloads Chart per 1989 (Taylor's Version)
- 2023 – #1 Official Physical Albums Chart per 1989 (Taylor's Version)
- 2023 – #1 Official Vinyl Albums Chart per 1989 (Taylor's Version)
- 2023 – #1 Official Albums Streaming Chart per 1989 (Taylor's Version)
- 2023 – #1 Official Singles Chart Top 100 per Is It Over Now?
- 2023 – #1 Official Streaming Chart per Is It Over Now?
- 2023 – #1 Official Audio Streaming Chart per Is It Over Now?
- 2024 – #1 Biggest Vinyl Album of 2023 per 1989 (Taylor's Version)
- 2024 – #1 Official Albums Chart Top 100 per The Tortured Poets Department
- 2024 – #1 Official Scottish Albums Chart per The Tortured Poets Department
- 2024 – #1 Official Albums Streaming Chart per The Tortured Poets Department
- 2024 – #1 Official Albums Sales Chart per The Tortured Poets Department
- 2024 – #1 Official Album Downloads Chart per The Tortured Poets Department
- 2024 – #1 Official Physical Albums Chart per The Tortured Poets Department
- 2024 – #1 Official Vinyl Albums Chart per The Tortured Poets Department
- 2024 – #1 Official Singles Chart Top 100 per Fortnight
- 2024 – #1 Official Streaming Chart per Fortnight
- 2024 – #1 Official Audio Streaming Chart per Fortnight
- 2024 – #1 Official Video Streaming Chart per Fortnight
- 2024 – #1 Official Singles Sales Chart per Fortnight
- 2024 – #1 Official Physical Singles Chart per Fortnight
- 2024 – Biggest Album of 2024 per The Tortured Poets Department
- 2024 – Biggest Vinyl Album of 2024 per The Tortured Poets Department
- 2024 – Biggest Physical Single of 2024 per Fortnight
- 2025 – #1 Official Albums Chart Top 100 per Lover (Live From Paris)
- 2025 – #1 Official Scottish Albums Chart per Lover (Live From Paris)
- 2025 – #1 Official Albums Sales Chart per Lover (Live From Paris)
- 2025 – #1 Official Physical Albums Chart per Lover (Live From Paris)
- 2025 – #1 Official Vinyl Albums Chart per Lover (Live From Paris)

## Offizielle Deutsche Chart Nummer 1 Awards
- 2022 – #1 Album per Midnights[760]
- 2023 – #1 Album per 1989 (Taylor's Version)[761]
- 2024 – #1 Album per The Tortured Poets Department[762]

## Offizielle Deutsche Jahrescharts
- 2024 – Jahrescharts erfolgreichste #1 Album per The Tortured Poets Department[763]

## OFM Music Awards
- 2015 – Album of the Year per 1989[764]

## Online Film & Television Association Awards
- 2023 – Candidatura come Best Original Song (2022) per Carolina[765]

## Pandora Music
- 2019 – Milestone Plaque for 9 billion spins

## People's Choice Awards
A partire dal 2018, il premio è noto anche come E! People's Choice Awards.
- 2009 – Candidatura come Favorite Country Song per Love Story[766]
- 2009 – Candidatura come Favorite Star Under 35
- 2010 – Favorite Female Artist[767]
- 2010 – Candidatura come Favorite Country Artist
- 2010 – Candidatura come Favorite Pop Artist
- 2011 – Candidatura come Favorite Female Artist[768]
- 2011 – Favorite Country Artist
- 2012 – Candidatura come Favorite Female Artist[769]
- 2012 – Favorite Country Artist
- 2012 – Candidatura come Favorite Tour Headliner
- 2013 – Candidatura come Favorite Female Artist[770]
- 2013 – Favorite Country Artist
- 2013 – Candidatura come Favorite Song per We Are Never Ever Getting Back Together
- 2014 – Favorite Country Artist[771]
- 2015 – Favorite Female Artist
- 2015 – Favorite Pop Artist
- 2015 – Favorite Song per Shake It Off
- 2016 – Favorite Female Artist
- 2016 – Favorite Pop Artist
- 2016 – Candidatura come Favorite Social Media Celebrity
- 2016 – Candidatura come Favorite Song per Bad Blood (ft. Kendrick Lamar)
- 2018 – Candidatura come Female Artist of the Year
- 2018 – Candidatura come Social Celebrity of the Year
- 2018 – Concert Tour of the Year per il Reputation Stadium Tour
- 2019 – Candidatura come Female Artist of the Year
- 2019 – Candidatura come Social Celebrity of the Year
- 2019 – Album of the Year per Lover
- 2019 – Candidatura come Music Video of the Year per Me!
- 2020 – Candidatura come Female Artist of the Year
- 2020 – Candidatura come Album of the Year per Folklore
- 2020 – Soundtrack Song of the Year per Only The Young
- 2022 – Female Artist of the Year[772]
- 2022 – Album of the Year per Midnights
- 2022 – Music Video of the Year per Anti-Hero
- 2024 – Female Artist of the Year[773]
- 2024 – Pop Artist of the Year
- 2024 – Social Celebrity of the Year
- 2024 – Concert Tour of the Year per il The Eras Tour
- 2024 – Candidatura come Movie of the Year per Taylor Swift: The Eras Tour

## Planeta Awards
- 2020 – Candidatura come Mejor Artista[774]
- 2020 – Candidatura come Mejor Colaboración per Me!
- 2020 – Candidatura come Mejor Canción Pop per You Need To Calm Down
- 2020 – Candidatura come Mejor Álbum per Lover
- 2022 – Candidatura come Mejor Artista / Grupo[775]
- 2022 – Candidatura come Mejor Canción Pop per All Too Well (Taylor's Version)
- 2023 – Candidatura come Mejor Artista
- 2023 – Candidatura come Mega Planeta del Año per All Too Well (Taylor's Version)[776]
- 2023 – Candidatura come Mejor Canción Pop per Anti-Hero
- 2023 – Candidatura come 25 Hits per Anti-Hero
- 2023 – Candidatura come Mejor Álbum per Midnights
- 2024 – Mejor Artista o Grupo del Año[777]
- 2024 – Mejor Álbum del Año per Midnights

## Pollstar Awards
- 2016 – Tour of the Year per il The 1989 World Tour[778]
- 2016 – Candidatura come Best Design per il The 1989 World Tour[779]
- 2019 – Best Pop Tour per il Reputation Stadium Tour[780]
- 2021 – Candidatura come Touring Artist of the Decade[781]
- 2021 – Candidatura come Pop Touring Artist of the Decade
- 2024 – Major Tour of the Year per il The Eras Tour[782]
- 2024 – Candidatura come Pop Tour of the Year per il The Eras Tour[783]
- 2024 – Brand Partnership/Live Campaign of the Year per The Eras Tour Theatrical Exhibition con AMC Theatres[782]
- 2024 – Candidatura come Support/Special Guest of the Year per Phoebe Bridgers al The Eras Tour[783]
- 2025 – Major Tour of the Year per il The Eras Tour[784]
- 2025 – Candidatura come Pop Tour of the Year per il The Eras Tour[785]
- 2025 – Candidatura come Support/Special Guest of the Year per Gracie Abrams al The Eras Tour
- 2025 – Candidatura come Support/Special Guest of the Year per Paramore al The Eras Tour

## Pop Awards (Popular Music Awards)
- 2018 – Artist of the Year[786]
- 2021 – Candidatura come Female Artist of the Year[787]
- 2023 – Artist of the Year[788]

## Pop Golden Awards
- 2023 – Golden Pop Artist of the Year[789]
- 2023 – Candidatura come Golden Pop Song of the Year per Anti-Hero[790]
- 2023 – Candidatura come Golden Pop Album per Midnights[791]

## Pop Time Awards
- 2019 – Candidatura come Artista do Ano[792]
- 2019 – Candidatura come Artist Of The Time
- 2019 – Candidatura come Álbum do Ano per Lover
- 2019 – Candidatura come Álbum Of The Time per Red
- 2019 – Candidatura come Clipe do Ano per Me!
- 2019 – Candidatura come Feat. do Ano per Me!
- 2019 – Candidatura come Hino do Ano per Lover

## PopCrush Music Awards
- 2011 – Candidatura come Artist of the Year[793]
- 2011 – Candidatura come Best Live Performer
- 2012 – Candidatura come Artist of the Year[794]
- 2012 – Candidatura come Best Live Performer
- 2012 – Candidatura come Song of the Year per We Are Never Ever Getting Back Together
- 2012 – Candidatura come Video Of The Year per We Are Never Ever Getting Back Together
- 2012 – Candidatura come Album Of The Year per Red
- 2012 – Candidatura come Biggest Headline per Taylor Swift's 'Red' Debuts at No. 1, Has Biggest First Sales Week Since 2002
- 2012 – Candidatura come Best Perfume per Wonderstruck Enchanted
- 2012 – Candidatura come Best Magazine Cover per Taylor Swift su Glamour
- 2014 – Candidatura come Artist of the Year[795]
- 2014 – Candidatura come Best Live Performer
- 2014 – Candidatura come Song Of The Year per 22
- 2014 – Candidatura come Video Of The Year per Everything Has Changed (ft. Ed Sheeran)
- 2014 – Candidatura come Best Magazine Cover per Taylor Swift su Vanity Fair
- 2015 – Candidatura come Artist of the Year[796]
- 2015 – Candidatura come Song of the Year per Shake It Off
- 2015 – Candidatura come Album of the Year per 1989
- 2015 – Candidatura come Video of the Year per Blank Space
- 2015 – Candidatura come Best Live Performer
- 2015 – Candidatura come Best Dressed
- 2015 – Candidatura come Best Magazine Cover per Taylor Swift on TIME
- 2015 – Candidatura come Best Twitter Star
- 2015 – Candidatura come Best Instagram Star
- 2015 – Candidatura come Best Cover Song Performance per Taylor Swift Covers Vance Joy’s ‘Riptide’
- 2015 – Best Viral Video per Taylor Swift’s ‘Blank Space’ Video Turns Into Horror Movie

## Popstar! Poptastic Awards
- 2010 – Favorite Female Singer[797]

## Portland Critics Association Awards (PCA Awards)
- 2023 – Candidatura come Best Ensamble Cast per Amsterdam[798]

## Prêmio iBest
- 2025 – Fandom de Música - Júri Academia (2024) per gli swifties[799]

## Prêmio POP Mais
- 2018 – Candidatura come Melhor Artista Feminino
- 2018 – Candidatura come Melhor Turnê per il Reputation Stadium Tour
- 2019 – Candidatura come Melhor Fã Base per gli Swifters[800]
- 2019 – Candidatura come Hit Global per Me!

## Prêmio Todateen
- 2020 – Candidatura come Melhor Cantora Internacional[801]
- 2020 – Candidatura come Melhor Álbum Internacional per Folklore[802]
- 2020 – Candidatura come Melhor Fandom per gli Swifters[803]
- 2021 – Candidatura come Melhor Cantora Internacional[804]

## Prêmio Tudo Information
- 2021 – Candidatura come International Female Artist[805]
- 2021 – Candidatura come Video of the Year per Willow

## Premios EDM
- 2015 – Mejor Artista Internacional (Best International Artist)
- 2015 – Mejor Videoclip Internacional (Best International Video) per Shake It Off

## Premios Hits del Verano
- 2021 – Candidatura come Grabácion del Año per Willow[806]
- 2021 – Candidatura come Grabación Destaque per This Is Me Trying[807]
- 2021 – Candidatura come Video del Año per Willow[808]
- 2021 – Album del Año per Folklore[809]

## Premios Juventud
- 2015 – Candidatura come Favorite Hit per Blank Space[810]
- 2015 – Candidatura come Favorite Hitmaker

## Premios Likes Brasil
- 2021 – Album Hit da Década (Hit Album of the Decade) per Folklore[811]
- 2021 – Candidatura come Album Hit da Década (Hit Album of the Decade) per Evermore
- 2021 – Candidatura come Album of the Year per Evermore
- 2022 – Candidatura come Female International Artist[812]
- 2022 – Álbum do Ano (Album of the Year) per Red (Taylor's Version)

## Premios Musa
- 2022 – Candidatura come Artista Internacional Anglo del Año[813]
- 2022 – Candidatura come Canción Internacional Anglo per All Too Well (Taylor's Version)
- 2023 – Artista Internacional Anglo del Año[814]
- 2023 – Candidatura come Canción Internacional Anglo per Anti-Hero
- 2024 – Artista Internacional Anglo del Año[815]
- 2024 – Candidatura come Canción Internacional Anglo per Fortnight
- 2024 – Candidatura come Colaboración Internacional per Fortnight

## Premios Odeón
- 2022 – Candidatura come International Odeón Artist[816]
- 2024 – Mejor Álbum Internacional per 1989 (Taylor's Version)[817]
- 2025 – Mejor Álbum Internacional per The Tortured Poets Department[818]

## Premios Oye!
- 2013 – Candidatura come Canción en inglés per We Are Never Ever Getting Back Togheter[819]

## Premios TKM
- 2013 – Candidatura come Ruptura TKM per Harry Styles e Taylor Swift[820]

## Primetime Emmy Awards
- 2015 – Outstanding Original Interactive Program per AMEX Unstaged: Taylor Swift Experience[821]

## Purecharts Awards
- 2023 – Artiste Féminine Internationale de l'année[822]
- 2023 – Album International de l'année per Midnights
- 2024 – Artiste Féminine Internationale de l'année[823]
- 2025 – Artiste féminine internationale de l'année[824]
- 2025 – Candidatura come Album international de l'année per The Tortured Poets Deparment
- 2025 – Candidatura come Concert de l'année per l'Eras Tour

## Q Awards
- 2015 – Candidatura come Best Solo Artist[825]
- 2018 – Best Live Artist[826]

## Qmusic Top 40 Awards
- 2025 – Candidatura come Beste live-act (internationaal)[827]

## QQ Music Certifications
Il servizio streaming cinese QQ Music associa le certificazioni non al numero di copie vendute, bensì alla quantità di yuan spesi per acquistare l'album. Un album ottiene la certificazione platino quando raggiunge 1 milione di yuan e quella diamante per 5 milioni di yuan.
- 2017 – Gold per 1989[829]
- 2017 – 2×Gold per 1989
- 2017 – 3×Gold per 1989
- 2017 – Platinum per 1989
- 2017 – 2×Platinum per 1989
- 2017 – 3×Platinum per 1989
- 2017 – Diamond per 1989
- 2017 – Gold per Reputation[829]
- 2017 – 2×Gold per Reputation
- 2017 – 3×Gold per Reputation
- 2017 – Platinum per Reputation
- 2017 – 2×Platinum per Reputation
- 2017 – 3×Platinum per Reputation
- 2017 – Diamond per Reputation
- 2018 – 2×Diamond per 1989[830]
- 2018 – Gold per I Don't Wanna Live Forever[831]
- 2018 – 2×Gold per I Don't Wanna Live Forever
- 2018 – 3×Gold per I Don't Wanna Live Forever
- 2018 – Platinum per I Don't Wanna Live Forever
- 2018 – 2×Diamond per Reputation[830]
- 2019 – 3×Diamond per 1989[832]
- 2019 – 3×Diamond per Reputation[832]
- 2019 – Gold per Lover[833]
- 2019 – 2×Gold per Lover
- 2019 – 3×Gold per Lover
- 2019 – Platinum per Lover
- 2019 – 2×Platinum per Lover
- 2019 – 3×Platinum per Lover
- 2019 – Diamond per Lover
- 2019 – 2×Diamond per Lover
- 2020 – 3×Diamond per Lover[833]
- 2020 – Gold per Folklore[834]
- 2020 – 2×Gold per Folklore
- 2020 – 3×Gold per Folklore
- 2020 – Platinum per Folklore
- 2020 – 2×Platinum per Folklore
- 2020 – 3×Platinum per Folklore
- 2020 – Diamond per Folklore
- 2020 – 2×Diamond per Folklore
- 2020 – Gold per Evermore[835]
- 2020 – 2×Gold per Evermore
- 2020 – 3×Gold per Evermore
- 2020 – Platinum per Evermore
- 2020 – 2×Platinum per Evermore
- 2020 – 3×Platinum per Evermore
- 2020 – Diamond per Evermore
- 2020 – Gold per Folklore: the long pond studio sessions[836]
- 2020 – 2×Gold per Folklore: the long pond studio sessions
- 2020 – 3×Gold per Folklore: the long pond studio sessions
- 2021 – Platinum per Folklore: the long pond studio sessions[836]
- 2021 – Gold per Fearless (Taylor's Version)[837]
- 2021 – 2×Gold per Fearless (Taylor's Version)
- 2021 – 3×Gold per Fearless (Taylor's Version)
- 2021 – Platinum per Fearless (Taylor's Version)
- 2021 – 2×Platinum per Fearless (Taylor's Version)
- 2021 – 3×Platinum per Fearless (Taylor's Version)
- 2021 – Gold per Red (Taylor's Version)[838]
- 2021 – 2×Gold per Red (Taylor's Version)
- 2021 – 3×Gold per Red (Taylor's Version)
- 2021 – Platinum per Red (Taylor's Version)
- 2021 – 2×Platinum per Red (Taylor's Version)
- 2021 – 3×Platinum per Red (Taylor's Version)
- 2022 – Diamond per Red (Taylor's Version)[839]
- 2022 – Gold per Midnights[840]
- 2022 – 2×Gold per Midnights
- 2022 – 3×Gold per Midnights
- 2022 – Platinum per Midnights
- 2022 – 2×Platinum per Midnights
- 2022 – 3×Platinum per Midnights
- 2022 – Diamond per Midnights
- 2022 – 2×Diamond per Midnights
- 2023 – Gold per Speak Now (Taylor's Version)[841]
- 2023 – 2×Gold per Speak Now (Taylor's Version)
- 2023 – 3×Gold per Speak Now (Taylor's Version)
- 2023 – Platinum per Speak Now (Taylor's Version)
- 2023 – 2×Platinum per Speak Now (Taylor's Version)

## QQ Music Dianfeng Year End Chart
- 2025 – Top 10 Artists of the Year[842]
- 2025 – Top 10 Singles of the Year per Fortnight
- 2025 – Top 10 Albums of the Year per The Tortured Poets Department
- 2025 – Top Western Song of the Year per Fortnight

## Queerty Awards
- 2019 – Candidatura come Queer Anthem per You Need to Calm Down[843]

## Radio Disney Music Awards
- 2013 – Song of the Year per I Knew You Were Trouble[844]
- 2013 – Best Break Up Song per We Are Never Ever Getting Back Together
- 2013 – Candidatura come Best Female Artist
- 2014 – Best Musical Collaboration per Everything Has Changed (ft. Ed Sheeran)[845]
- 2014 – Fiercest Fans
- 2014 – Candidatura come Best Female Artist
- 2015 – Candidatura come Song of the Year per Shake It Off[846]
- 2015 – Best Song to Dance To per Shake It Off
- 2015 – Candidatura come Best Female Artist
- 2015 – Candidatura come Most Talked About Artist
- 2016 – Song of the Year per Bad Blood (ft. Kendrick Lamar)[847]
- 2016 – Best Breakup Song per Bad Blood (ft. Kendrick Lamar)
- 2016 – Candidatura come Best Female Artist
- 2016 – Most Talked About Artist
- 2016 – Candidatura come Artist With The Best Style
- 2016 – Candidatura come Fiercest Fans
- 2017 – Candidatura come Best Collaboration per I Don't Wanna Live Forever (con Zayn)[848]
- 2018 – Candidatura come Best Artist[849]
- 2018 – Candidatura come Song of the Year per Look What You Made Me Do
- 2018 – Candidatura come Best Song To Lip-Sync To per Look What You Made Me Do

## Recochoku Mid-Year & Annual Ranking Awards
Durante la sua carriera, Taylor Swift ha ottenuto cinque Recochoku Mid-Year & Annual Ranking Awards, noti in Cina come レコチョク上半期ランキング / レコチョク 年間ランキング.
- 2014 – 再生回数ランキング (Most Played Song Annual Ranking) per We Are Never Ever Getting Back Together[850]
- 2015 – 洋楽 総合ランキング (Western Music Overall Mid Year) per Shake It Off[851]
- 2015 – 再生回数ランキング (Most Played Song Annual Ranking) per Shake It Off
- 2016 – 洋楽 総合ランキング (Western Music Overall Mid Year) per Shake It Off
- 2016 – 再生回数ランキング (Most Played Song Annual Ranking) per Shake It Off

## RFK Human Rights Ripple of Hope Awards
- 2012 – Ripple of Hope Award[852]

## RIAA Diamond Awards
- 2017 – Diamond Album per Fearless
- 2020 – Diamond Single per Shake It Off

## Riaj x Japan gold disc certification awards
- 2010 – Gold Album per Fearless[853]
- 2010 – Gold Single per Love Story
- 2010 – Gold Single per You Belong With Me
- 2011 – Gold Album per Speak Now
- 2011 – Gold Single per Mine
- 2012 – Gold Album per Red
- 2012 – Gold Single per We Are Never Ever Getting Back Together
- 2013 – Gold Single per I Knew You Were Trouble[854]
- 2013 – Platinum Single per We Are Never Ever Getting Back Together
- 2014 – Gold Album per 1989
- 2014 – Platinum Album per Red
- 2014 – Platinum Album per 1989
- 2014 – Gold Single per Red
- 2014 – Gold Single per Shake It Off
- 2014 – Platinum Single per Shake It Off
- 2014 – Millon Single per We Are Never Ever Getting Back Together
- 2018 – Gold Album per Reputation
- 2018 – Gold Single per Blank Space
- 2020 – Platinum Single per You Belong With Me[855]
- 2021 – Gold Single Streaming per We Are Never Ever Getting Back Together
- 2021 – Gold Single Streaming per Shake It Off
- 2022 – Gold Single per 22
- 2023 – Platinum Single Streaming per Shake It Off
- 2023 – Gold Single Streaming per ME!
- 2024 – Platinum Single Streaming per We Are Never Ever Getting Back Together[856]
- 2024 – Gold Single Streaming per Cruel Summer[857]
- 2024 – Gold Single Streaming per Anti-Hero

## Ritmo Latino Entertainment Awards
- 2025 – Cantante Internacional Favorita[858]

## Rober Awards
- 2012 – Candidatura come Best Guilty Pleasure per We Are Never Ever Getting Back Together[859]
- 2015 – Candidatura come Best Guilty Pleasure per Shake It Off[860]
- 2015 – Candidatura come Best Cover Version per Wildest Dreams cantata da Ryan Adams[861]
- 2019 – Candidatura come Best Guilty Pleasure per Cruel Summer[862]
- 2020 – Candidatura come Album of the Year per Folklore[863]
- 2020 – Candidatura come Best Female Artist
- 2020 – Candidatura come Best Pop Artist
- 2020 – Best Collaboration per Exile

## Rockbjörnen Awards
- 2015 – Candidatura come Best Foreign Tune per Shake It Off[864]
- 2023 – Candidatura come Årets Utländska Låt (Foreign Song of the Year) per Anti-Hero[865]
- 2024 – Candidatura come Årets Utländska Låt (Foreign Song of the Year) per Fortnight[866]
- 2025 – Candidatura come Årets fans[867] (in attesa)

## Rotten Tomatoes Awards
Il premio è noto anche come Rotten Tomatoes Certified Awards.
- 2020 – Rotten Tomatoes Certified Fresh Award per Miss Americana[868]
- 2023 – Rotten Tomatoes Certified Fresh Award per Taylor Swift: The Eras Tour[869]

## RTHK International Pop Poll Awards
- 2013 – Top Ten International Gold Songs per We Are Never Ever Getting Back Together
- 2013 – The Best Selling English Album per Red
- 2013 – Top Female Artist
- 2015 – Top Ten International Gold Songs per Shake It Off[870]
- 2015 – Super Gold Song per Shake It Off
- 2015 – The Best Selling English Album per 1989
- 2015 – Top Female Artist
- 2016 – Top Ten International Gold Songs per Style
- 2016 – Top Female Artist
- 2018 – Top Ten International Gold Songs per Look What You Make Me Do
- 2018 – The Best Selling English Album per Reputation
- 2018 – Top Female Artist
- 2020 – Top 10 International Gold Song per Lover[871]
- 2020 – Best Selling Album (English) per Lover
- 2020 – Top Female Artist (Silver)
- 2021 – Top 10 International Gold Song per Cardigan[872]
- 2021 – Top Female Artist
- 2021 – Super Gold Song per Cardigan
- 2022 – Top Female Artist[873]
- 2022 – Top Ten International Gold Songs per Mr. Perfectly Fine
- 2023 – Top Female Artist[874]
- 2023 – Top Ten International Gold Songs per Anti-Hero
- 2023 – Super Gold Song per Anti-Hero[875]
- 2023 – Top Selling Album (English) per Midnights
- 2024 – Candidatura come Top Female Artist[876]
- 2024 – Super Gold Song per You're Losing Me
- 2024 – Top Ten International Gold Songs per You're Losing Me
- 2024 – Candidatura come Top Ten International Gold Songs per Fortnight

## Satellite Awards
- 2018 – Candidatura come Best Original Song per I Don't Wanna Live Forever (con Zayn)[877]
- 2023 – Candidatura come Best Original Song per Carolina[878]

## Seed 97.5 FM Awards
- 2015 – ศิลปินต่างประเทศยอดนิยมสุดซี้ด ได้แก่ (Most Popular Foreing Artist of 2014)

## Séries Em Cena Awards (SEC Awards)
- 2021 – Candidatura come Artista Femenina Internacional do Ano[879]
- 2021 – Candidatura come Melhor Fandom do Ano
- 2022 – Candidatura come Artista Feminina Internacional do Ano[880]
- 2022 – Candidatura come Música Internacional do Ano per All Too Well (10 Minute Version)
- 2023 – Artista Feminina Internacional do Ano[881]
- 2023 – Candidatura come Álbum/EP Internacional do Ano per Midnights
- 2023 – Candidatura come Música Internacional do Ano per Anti-Hero
- 2024 – Candidatura come Artista Feminina Internacional do Ano[882]
- 2024 – Candidatura come Melhor Show/Turnê do Ano per il The Eras Tour

## SESAC Nashville Country Awards
- 2007 – Country Performance Activity Award per Teardrops on My Guitar
- 2007 – Country Performance Activity Award per Tim McGraw
- 2008 – Country Performance Activity Award per Picture to Burn
- 2008 – Recurrent Country Performance Activity per Teardrops on My Guitar
- 2009 – Country Performance Activity Award per White Horse
- 2009 – Country Performance Activity Award per You Belong With Me
- 2010 – Country Performance Activity Award per Fearless
- 2010 – Country Performance Activity Award per White Horse
- 2010 – Country Performance Activity Award per You Belong With Me

## Set Decorators Society of America TV Awards
- 2020 – Candidatura come Best Achievement in Decor/Design of a Short Format: Webseries, Music Video or Commercial a Jill Crawford e Ethan Tobman per Cardigan[883]
- 2021 – Candidatura come Best Achievement in Décor/Design of a Short Format: Webseries, Music Video or Commercial a Mila Khalevich e Ethan Tobman per All Too Well: The Short Film[884]
- 2022 – Candidatura come Best Achievement in Décor/Design of a Short Format: Webseries, Music Video or Commercial a Jill Crawford e Ethan Tobman per Anti-Hero[885]
- 2022 – Candidatura come Best Achievement in Décor/Design of a Short Format: Webseries, Music Video or Commercial a Jill Crawford e Ethan Tobman per Bejeweled
- 2024 – Best Achievement in Décor/Design for Short Format: Web Series, Music Video, or Commercial a Neil Wyzanowski e Ethan Tobman per Fortnight

## Shorty Awards
- 2015 – Best Singer[886]
- 2016 – Candidatura come Best Singer[887]
- 2021 – Candidatura come Content and Media: Best Use of Emojis per Folklore: The Long Pond Studio Sessions[888]
- 2025 – Candidatura come User-Generated Content per For A Fortnight Challenge[889] (in attesa)

## SiriusXM Indie Awards
I SiriusXM Indie Awards sono noti anche come The Indies o Indie Awards.
- 2009 – Favourite International Solo Artist[890]
- 2009 – Favourite International Album per Fearless
- 2009 – Candidatura come Favourite International Single per Love Story
- 2011 – International Solo Artist of the Year[891]
- 2012 – Candidatura come International Solo Artist of the Year[892]
- 2012 – Candidatura come International Album of the Year per Speak Now
- 2013 – International Artist of the Year[893]
- 2013 – Candidatura come International Album of the Year per Red
- 2013 – Candidatura come International Single of the Year per We Are Never Ever Getting Back Together
- 2013 – Candidatura come International Video of the Year per We Are Never Ever Getting Back Together

## Socialiteen Awards
- 2024 – Candidatura come Fandom del Año (2023)[894]

## Society of Composers & Lyricists Awards
- 2023 – Candidatura come Outstanding Original Song for a Dramatic or Documentary Visual Media Production per Carolina[895]

## Songwriters Hall of Fame Special Awards
- 2010 – Hal David Starlight Award[896]

## South Florida Country Music Awards
- 2007 – Concert/Event of the Year per Sound Advice Amphitheater (con Brad Paisley e Rodney Atkins)[897]
- 2008 – Album of the Year per Fearless[898]

## South Korea’s Pop Star Awards
- 2015 – South Korea’s 2014 Female Role Model Pop Star Award[899]

## Space Shower Music Awards
- 2016 – Candidatura come Best International Artist[900]

## Splash Awards
- 2023 – Candidatura come Melhor cantor(a) internacional[901]
- 2023 – Melhor show/turnê nacional e/ou internacional per il The Eras Tour[902]

## Spotify Billion Streams Plaque
- 2020 – I Don't Wanna Live Forever[903]
- 2022 – Blank Space
- 2023 – Shake It Off
- 2023 – Anti-Hero
- 2023 – Cruel Summer
- 2023 – Lover
- 2023 – Style
- 2023 – Cardigan
- 2023 – Look What You Made Me Do
- 2024 – Don't Blame Me
- 2024 – August
- 2024 – Delicate
- 2024 – Wildest Dreams
- 2024 – You Need To Calm Down
- 2025 – All Too Well (10 Minute Version)
- 2025 – Love Story
- 2025 – Love Story (Taylor's Version)
- 2025 – Willow

## Spotify Wrapped Live Thailand
- 2025 – Global Top International Artist of 2024[904]

## Staples Center Honours
La Staples Center (dal 2021 nota come Crypto.com Arena) di Los Angeles ha assegnato all'artista due premi per i successi conseguiti dai suoi concerti.
- 2013 – 11 Record Breaking Sell Out Shows Award[905]
- 2015 – Most Sold Out Performances Award[906]

## Sunset Circle Awards
- 2022 – Candidatura come Scene Stealer per il film Amsterdam[907]

## Swiss Music Awards
- 2025 – Candidatura come Best Solo Act International[908] (in attesa)

## TAG Awards
- 2023 – Artist of the Year[909]

## Taste of Country Awards
Tali premi erano noti come Taste of Country Awards dal 2012 al 2015, mentre dal 2016 al 2018 erano noti come Taste of Country Fan Choice Awards.
- 2012 – 2011 Artist of the Year[910]
- 2012 – Candidatura come 2011 Best Artist to Follow on Twitter[911]
- 2012 – Best New Pet per Meredith
- 2012 – Candidatura come Song of the Year per Mean
- 2012 – Video of the Year per Mean
- 2012 – Candidatura come Cover Performance of the Year per White Blank Page
- 2012 – 2011 Tour of the Year per Speak Now World Tour
- 2013 – 2012 Artist of the Year[912]
- 2013 – Best Dressed Country Artist of 2012
- 2013 – Live Act of the Year
- 2013 – Song of the Year per Begin Again
- 2013 – Album of the Year per Red
- 2013 – Country Music Video of the Year per Safe & Sound (ft. The Civil Wars)
- 2013 – Most Heartwarming Moment of 2012 per Taylor Swift writes Ronan to honor boy who died of cancer
- 2013 – Candidatura come Most Heartwarming Moment of 2012 per Taylor Swift invites boy with leukemia to be her date at the 2012 ACM Awards[913]
- 2014 – Candidatura come Live Act of the Year[914]
- 2014 – Candidatura come Best Dressed Country Artist of the Year
- 2014 – Song of the Year per Highway Don't Care (con Tim McGraw e Keith Urban)
- 2014 – Candidatura come Video of the Year per Highway Don't Care (con Tim McGraw e Keith Urban)
- 2014 – Cute Kids Singing Country Music Songs per I Knew You Were Trouble[915]
- 2014 – Most Heartwarming Moment of 2013 per Taylor Swift's Phone Call to Dying Girl
- 2014 – Candidatura come Most Heartwarming Moment of 2013 per Taylor Swift sings with 7 year old Emma Routh
- 2015 – Candidatura come Most Surprising/Biggest OMG Moment of 2014 per Taylor Swift Challenges Spotify[916]
- 2017 – Candidatura come Country Music's Hero of 2017 per Taylor Swift, who bravely faced a deejay who groped her[917]

## TEC Awards
- 2016 – Candidatura come Record Production - Single or Track per Bad Blood[918]
- 2016 – Candidatura come Tour / Event Sound Production per il 1989 World Tour
- 2019 – Candidatura come Record Production - Single or Track per Look What You Made Me Do[919]
- 2022 – Candidatura come Record Production - Album per Folklore[920]

## Teen Choice Awards
- 2008 – Miglior artista emergente
- 2009 – Miglior artista femminile[921]
- 2009 – Miglior album di un'artista femminile per Fearless
- 2009 – Candidatura come Miglior canzone d'amore per Love Story
- 2009 – Candidatura come Miglior tour per il Fearless Tour
- 2010 – Miglior attrice esordiente per "Appuntamento con l'amore"[922]
- 2010 – Candidatura come Migliore chimica per Taylor Swift con Taylor Lautner
- 2010 – Candidatura come Miglior liplock per Taylor Swift con Taylor Lautner
- 2010 – Candidatura come Miglior artista femminile
- 2010 – Miglior artista femminile country
- 2010 – Miglior canzone country per Fifteen
- 2010 – Miglior album country per Fearless
- 2011 – Miglior artista femminile[923]
- 2011 – Miglior artista femminile country
- 2011 – Miglior singolo country per Mean
- 2011 – Miglior canzone su una rottura per Back to December
- 2011 – Candidatura come Miglior canzone d'amore per Mine
- 2011 – Ultimate Choice Award
- 2011 – Icona hot del red carpet – Femminile
- 2012 – Miglior artista femminile[924]
- 2012 – Miglior artista femminile country
- 2012 – Miglior singolo di un'artista donna per Eyes Open
- 2012 – Miglior canzone country per Sparks Fly
- 2012 – Miglior voce per Lorax - Il guardiano della foresta
- 2013 – Miglior artista femminile country
- 2013 – Candidatura come Miglior artista femminile
- 2013 – Candidatura come Miglior sorriso
- 2013 – Miglior canzone country per We Are Never Ever Getting Back Together
- 2013 – Candidatura come Miglior canzone su una rottura per We Are Never Ever Getting Back Together
- 2013 – Candidatura come Miglior canzone di un'artista femminile per I Knew You Were Trouble
- 2013 – Candidatura come Miglior tour estivo per il The Red Tour
- 2014 – Miglior artista femminile country
- 2014 – Candidatura come Miglior artista femminile
- 2014 – Candidatura come Miglior sorriso
- 2014 – Candidatura come Regina dei social media
- 2014 – Candidatura come Miglior Instagrammer
- 2014 – Candidatura come Migliori fan fanatici
- 2015 – Candidatura come Miglior artista femminile
- 2015 – Miglior star della musica femminile
- 2015 – Miglior twit
- 2015 – Candidatura come Miglior Hottie femminile
- 2015 – Candidatura come Regina dei social media
- 2015 – Candidatura come Miglior canzone di un'artista femminile per Shake It Off
- 2015 – Miglior canzone su una rottura per Bad Blood ft. Kendrick Lamar
- 2015 – Miglior collaborazione musicale per Bad Blood ft. Kendrick Lamar
- 2015 – Candidatura come Miglior canzone estiva per Bad Blood ft. Kendrick Lamar
- 2015 – Candidatura come Miglior canzone per una festa per Blank Space
- 2015 – Candidatura come Miglior tour estivo per il The 1989 World Tour
- 2016 – Candidatura come Miglior artista femminile
- 2016 – Candidatura come Miglior canzone di un'artista femminile per New Romantics
- 2017 – Candidatura come Miglior Instagrammer
- 2017 – Candidatura come Miglior collaborazione musicale per I Don't Wanna Live Forever ft. Zayn
- 2018 – Candidatura come Miglior artista femminile
- 2018 – Candidatura come Miglior canzone di un'artista femminile per Look What You Made Me Do
- 2018 – Candidatura come Miglior collaborazione musicale per End Game
- 2018 – Candidatura come Miglior canzone pop per Delicate
- 2018 – Candidatura come Miglior tour estivo per il Reputation Stadium Tour
- 2018 – Candidatura come Miglior fandom
- 2019 – Icon Award
- 2019 – Candidatura come Miglior artista femminile
- 2019 – Candidatura come Miglior canzone di un'artista femminile estiva
- 2019 – Candidatura come Miglior star social
- 2019 – Candidatura come Miglior artista femminile
- 2019 – Candidatura come Miglior canzone di un'artista femminile per ME!
- 2019 – Candidatura come Miglior canzone pop per ME!
- 2019 – Candidatura come Miglior canzone estiva per You Need to Calm Down
- 2019 – Candidatura come Miglior fandom

## Teen Vogue Beauty Awards
- 2010 – Celebrity inspiration

## Teen Vogue Instawards
- 2014 – Cutest Pet Pics[925]

## Telehit Awards
- 2013 – Best Female Pop Album per Red[926]
- 2015 – Best Female Artist[927]
- 2015 – Video of the Year per Bad Blood (ft. Kendrick Lamar)
- 2019 – Candidatura come Best Solo Female Act
- 2019 – Candidatura come Best Anglo Video per You Need to Calm Down
- 2019 – Candidatura come People's Best Video per You Need to Calm Down

## Tencent Music Entertainment Awards
- 2020 – Most Influential Global Artist of the Year (2019)[928]
- 2021 – Most Influential Global Artist of the Year (2020)[929]
- 2021 – International Artist of the Year[930]
- 2023 – Most Influential International Artist[931]
- 2024 – Most Influential Overseas Singer of the Year[932]

## That Grape Juice Awards
- 2012 – Candidatura come Best Traditional Pop Act[933]
- 2015 – Candidatura come The Michael Jackson Music Video of the Year Award per Bad Blood[934]
- 2015 – Candidatura come Best Collaboration per Bad Blood
- 2016 – Candidatura come Most Entertaining Beef per Kanye West vs Taylor Swift[935]
- 2017 – Candidatura come Album of the Year per Reputation[936]
- 2017 – Candidatura come The Michael Jackson Music Video of the Year Award per Look What You Made Me Do
- 2017 – Candidatura come Most Active Fanbase
- 2019 – Album of the Year per Lover[937]
- 2019 – Candidatura come The Michael Jackson Music Video of the Year Award per You Need to Calm Down
- 2019 – Best Female
- 2019 – Candidatura come Most Active Fanbase
- 2019 – Candidatura come Most Shocking Occurrence of 2019 per Taylor Swift's Catalogue Bought
- 2020 – Candidatura come Album of the Year per Folklore[938]
- 2020 – Candidatura come Best Female
- 2020 – Candidatura come Most Active Fanbase
- 2020 – Candidatura come The Winning At Life Award
- 2021 – Candidatura come Best Female[939]
- 2021 – Candidatura come Most Active Fanbase
- 2021 – Candidatura come The Winning At Life Award

## The 420 Awards
- 2019 – Candidatura come Favorite Female Singer[940]
- 2020 – Candidatura come Favorite Song per You Need To Calm Down
- 2023 – Candidatura come Favorite Female Singer
- 2025 – Candidatura come Favorite Female Singer (in attesa)

## The City of Arlington Honor
- 2023 – Key to the City of Arlington, Virginia Honor Award[941]

## The City of Evansville Honor
- 2009 – Key to the City of Evansville, Indiana Honor Award[942]

## The City of Tampa Honor
- 2023 – Key to the City of Tampa, Florida Honor Award[943]

## The City of Taylorsville Honor
- 2023 – Key to the City of Taylorsville, Georgia Honor Award[944]

## The City of Woodlake Honor
- 2007 – Key to the City of Woodlake, California Honor Award[945]

## The Daily Californian's Arts Awards
- 2017 – Candidatura come Artist of the Year[946]
- 2019 – Candidatura come Best Music Video per You Need to Calm Down[947]
- 2020 – Best Indie/Folk Album per Folklore[948]
- 2021 – Candidatura come Artist of the Year[949]
- 2021 – Candidatura come Song of the Year per All Too Well (10 Minute Version)
- 2021 – Candidatura come Best Music Video per All Too Well (10 Minute Version)
- 2021 – Candidatura come Album of the Year per Red (Taylor’s Version)
- 2022 – Candidatura come Artist of the Year[950]
- 2022 – Best Music Video per Bejeweled
- 2022 – Candidatura come Best Collaboration per Snow on the Beach (ft. Lana Del Rey)
- 2023 – Candidatura come Best Documentary per Taylor Swift: The Eras Tour[951]

## The Mohegan Sun's Walk of Fame Awards
- 2009 – Mohegan Sun's Walk of Fame Award[952]

## The Official Big Top 40 Chart Awards
- 2017 – #1 Single Trophy per Look What You Made Me Do (prima settimana)[953]
- 2017 – #1 Single Trophy per Look What You Made Me Do (seconda settimana)[954]
- 2017 – #1 Single Trophy per Gorgeous
- 2019 – #1 Single Trophy per Me!
- 2019 – #1 Single Trophy per You Need To Calm Down
- 2022 – #1 Single Trophy per The Joker And The Queen (Remix)

## The OK! Awards
- 2012 – Song We’ll Still Be Singing in 2013 per We Are Never Ever Getting Back Together[955]

## The Pop Hub Awards
- 2020 – Album of the Year per Lover
- 2020 – Candidatura come Video of the Year per You Need to Calm Down
- 2020 – Candidatura come Favorite Female Singer
- 2020 – Candidatura come Pop Video of the Year per You Need to Calm Down
- 2020 – Candidatura come Biggest Fans
- 2021 – Album of the Year per Folklore
- 2021 – Candidatura come Best Cooperation per Exile (ft. Bon Iver)
- 2021 – Video of the Year per Cardigan
- 2021 – Favorite Female Singer
- 2021 – Biggest Fans
- 2022 – Album of the Year per Red (Taylor's Version)[956]
- 2022 – Candidatura come Best Cooperation per Nothing New (ft. Phoebe Bridgers)
- 2022 – Video of the Year per All Too Well (Taylor's Version)
- 2022 – Candidatura come Video Pop of the Year per All Too Well (Taylor's Version)
- 2022 – Favorite Female Singer
- 2022 – Impact Award
- 2022 – Candidatura come Biggest Fans
- 2022 – Candidatura come Favorite Update Account per The Swift Society

## The Tennessean Newspaper Awards
- 2013 – The Tennessean's Tennessean of the Year[957]

## The Year In Vevo Awards (USA)
- 2015 – Candidatura come Yaass Queen per Bad Blood[958]
- 2015 – Candidatura come Squad Goals per Bad Blood[959]
- 2015 – Candidatura come Vid Of The Year per Bad Blood[960]
- 2015 – Candidatura come Vid Of The Year per Blank Space
- 2015 – Fashion Killa per Blank Space[961]

## Thomasians' Choice Awards
- 2020 – Best Artist of the Year per Folklore[962]
- 2020 – Best Quarantine Album per Folklore

## Ticketmaster Awards (TMAwards)
- 2018 – Artist of the Year[963]
- 2019 – Touring Milestone Award per il Reputation Stadium Tour[964]
- 2024 – Most Anticipated Event of 2024 (UK) per Taylor Swift - Music[965]
- 2024 – Candidatura come Évènement le plus attendu de 2024 (Francia) per il The Eras Tour[966]
- 2025 – Candidatura come Concert international de l'année (Francia) per The Eras Tour[967] (in attesa)
- 2025 – Candidatura come International Act of the Year (Irlanda)[968]
- 2025 – Directo Más Top Internacional (Spagna)[969]
- 2025 – Gira más espectacular del año (Spagna) per The Eras Tour
- 2025 – Candidatura come Act of the Year (UK)[970]

## Tokio Hot 100 Awards
Il premio è noto anche come J-Wave Awards o McDonald's Tokio Hot 100 Awards.
- 2011 – Candidatura come Best Female Artist[971]

## Top 50 Music Awards
- 2013 (4ª) – Candidatura come Biggest Fans[972]
- 2013 – Candidatura come Best Female Singer[973]
- 2013 – Candidatura come Best American Female Singer[974]
- 2013 – Candidatura come Best Album per Red[975]
- 2013 – Candidatura come Best Collaboration Song per Everything Has Changed[976]
- 2013 – Candidatura come Best American Song per I Knew You Were Trouble[977]
- 2013 – Candidatura come Best Song per I Knew You Were Trouble[978]
- 2015 (6ª) – Best Video per Bad Blood[979]
- 2015 – Candidatura come Best Summer Song per Bad Blood[980]
- 2015 – Candidatura come Best Song per Blank Space[981]
- 2015 – Candidatura come Best Ballad Song per Wildest Dreams[981]
- 2015 – Candidatura come Best Album per 1989[982]
- 2015 – Candidatura come Biggest Fans[983]
- 2015 – Candidatura come Best Pop Act[984]
- 2015 – Candidatura come Best Female Act[985]
- 2015 – Prominent Singer of the Year[979]
- 2017 (8ª)[986] – Best Song per I Don’t Wanna Live Forever
- 2017 – Best Soundtrack Song per I Don’t Wanna Live Forever
- 2018 (9ª) – Candidatura come Best American Act[987]
- 2018 – Candidatura come Best American Song per End Game[988]
- 2018 – Candidatura come Best Collaboration Song per End Game[989]
- 2019 (10ª)[990] – Candidatura come Artist of the Year
- 2019 – Candidatura come Best Album per Lover
- 2019 – Candidatura come Best Summer Song per You Need To Calm Down
- 2020 (11ª)[991] – Global Icon
- 2020 – Best Hit per Lover
- 2023 (13ª) – Candidatura come Artist of the Year[992]
- 2024 (14ª) – Candidatura come Mejor colaboración per Karma (remix)[993]
- 2024 – Candidatura come Artista del año[994]
- 2025 (15ª) – Mejor Gira (internacional) per il The Eras Tour[995]

## Top Music Universe Awards
- 2016 – Best Music Video per I Don’t Wanna Live Forever[996]
- 2017 – Candidatura come Artist Of The Year
- 2017 – Candidatura come Song Of The Year per Look What You Made Me Do
- 2017 – Candidatura come Video Of The Year per Look What You Made Me Do
- 2017 – Candidatura come Collaboration Of The Year per I Don’t Wanna Live Forever (con Zayn)
- 2017 – Candidatura come Best Fans[997]
- 2019 – Candidatura come Female Artist Of The Year[998]
- 2019 – Video Pop Of The Year per You Need To Calm Down[999]
- 2019 – Candidatura come Best Fans[1000]
- 2023 – Candidatura come Best Song per Anti-Hero[1001]
- 2023 – Candidatura come Best Song Viral per Anti-Hero

## TPi Awards
- 2024 – Candidatura come Outstanding Event Production of the Year per The Eras Tour[1002]

## UK Music Video Awards
- 2015 – Candidatura come Best Pop Video - International per Bad Blood (ft. Kendrick Lamar)[1003]
- 2015 – Candidatura come Best Styling per Bad Blood (ft. Kendrick Lamar)
- 2020 – Candidatura come Best Visual Effects in a Video per Cardigan[1004]
- 2022 – Candidatura come Best Cinematography in a Video a Rina Yang per All Too Well: The Short Film[1005]

## United By Pop Awards
- 2018 – Candidatura come Best Solo Artist[1006]
- 2018 – Candidatura come Tour of the Year per Reputation's Stadium Tour
- 2018 – Candidatura come Magazine Cover of the Year per Taylor Swift for British Vogue
- 2019 – Candidatura come Album of the Year per Lover[1007]
- 2019 – Candidatura come Fandom of the Year
- 2019 – Candidatura come Best Solo Artist
- 2019 – Candidatura come Pop Personality of the Year
- 2019 – Candidatura come Most Anticipated Tour of 2020 per Lover Fest
- 2020 – Candidatura come Best Solo Artist[1008]
- 2020 – Candidatura come Album of the Year per Folklore
- 2020 – Candidatura come Album of the Year per Evermore
- 2020 – Candidatura come Music Documents of the Year per Miss Americana
- 2020 – Candidatura come Fandom of the Year
- 2020 – Candidatura come Song That Help You Get Through 2020 per Cardigan
- 2021 – Candidatura come Best Solo Artist[1009]
- 2021 – Candidatura come Fandom of the Year
- 2021 – Album of the Year per Red (Taylor's Version)
- 2021 – Candidatura come Song That Helped You Get Through 2021 per All Too Well (10 Minute Version)

## Universal Music India Yearlies Awards
- 2019 – Candidatura come Artist of the Year[1010]
- 2019 – Album of the Year per Lover[1011]
- 2019 – Track of the Year per Lover
- 2019 – Most Popular Track of the Year per Lover
- 2020 – Artist of the Year[1012]
- 2020 – Candidatura come Album of the Year per Folklore[1013]
- 2021 – Candidatura come Artist of the Year[1014]
- 2021 – Album of the Year per Red (Taylor's Version)[1015]
- 2022 – Artist of the Year[1016]
- 2022 – Album of the Year per Midnights
- 2022 – Song of the Year per Anti-Hero
- 2023 – Album of the Year per 1989 (Taylor's Version)[1017]

## Usen Hit Awards
Gli Usen Hit Awards sono noti anche come Usen Music Awards o 年間 Usen Hit ランキング.
- 2015 – Nº1 Western Song of the Year (年間 Usen Hit 洋楽ランキング) per Shake It Off[1018]

## V Chart Awards
- 2013 – Favorite Artist of the Year (Western)[1019]
- 2014 – Best Music Video of the Year per 22[1020]
- 2015 – Best Music Video of the Year per Blank Space[1021]
- 2015 – Favorite Artist of the Year (Western)
- 2015 – Top Female Artist (Western)
- 2016 – Top Female Artist (Western)[1022]
- 2017 – Favorite Artist of the Year (Western)[1023]
- 2017 – Top Female Artist (Western)

## Vevo Certified
Più di quaranta video di Taylor Swift hanno ottenuto il premio Vevo Certified.
- 2011 – You Belong With Me
- 2012 – Mine
- 2012 – Love Story
- 2012 – We Are Never Ever Getting Back Together
- 2013 – I Knew You Were Trouble
- 2013 – 22
- 2014 – Shake It Off
- 2014 – Blank Space
- 2015 – Mean
- 2015 – Bad Blood
- 2015 – Our Song
- 2015 – Style
- 2015 – Everything Has Changed
- 2015 – Wildest Dreams
- 2015 – Back To December
- 2015 – White Horse
- 2016 – Red
- 2016 – Fifteen
- 2016 – Begin Again
- 2016 – Safe & Sound
- 2016 – Out Of The Woods
- 2016 – Teardrops On My Guitar
- 2017 – Look What You Made Me Do
- 2017 – I Don't Wanna Live Forever (primo video)
- 2017 – ...Ready For It?
- 2017 – The Story Of Us
- 2018 – Look What You Made Me Do (Lyric Video)
- 2018 – Picture To Burn
- 2018 – Delicate
- 2018 – End Game
- 2019 – Me!
- 2019 – You Need To Calm Down
- 2019 – I Don't Wanna Live Forever (secondo video)
- 2019 – Gorgeous (Lyric Video)
- 2020 – Lover
- 2020 – New Romantics
- 2021 – Ours
- 2021 – I Don't Wanna Live Forever (terzo video)
- 2022 – Cardigan
- 2022 – Willow
- 2023 – Anti-Hero
- 2023 – Cruel Summer (Official Audio)
- 2023 – Live at the 2019 American Music Awards
- 2023 – All Too Well (10 Minute Version) (Lyric Video)
- 2023 – Exile (Lyric Video)
- 2024 – Call It What You Want (Lyric Video)
- 2024 – The Man
- 2024 – All Too Well: The Short Film
- 2024 – August (Lyric Video)
- 2024 – Fortnight
- 2024 – Sparks Fly

## VHS Awards
- 2022 – Candidatura come Best Original Song per Carolina[1024]

## Victoria's Secret 'What Is Sexy?' Awards
- 2010 – Sexiest Hair
- 2014 – Sexiest Smile
- 2015 – Sexiest Legs
- 2016 – Sexiest Music Tour per il Taylor Swift's 1989 tour
- 2017 – Sexiest Entertainer

## Virgin Media Music Awards
- 2013 – Candidatura come Best Solo Artist[1025]

## Volume Awards
- 2017 – Most Talked About Artist[1026]
- 2017 – Candidatura come Artist We Are Sick Of Talking About[1026]
- 2018 – Most Awesome Tour of 2018 per il Reputation Stadium Tour[1027]
- 2018 – Candidatura come Best Album of 2018 per Reputation[1027]

## We Love Pop Awards
- 2014 – Candidatura come Best Solo Star[1028]
- 2014 – Candidatura come Most Amazing Voice In Pop[1028]
- 2014 – Candidatura come Nicest Pop Star[1028]
- 2014 – Candidatura come Best Fandom[1028]
- 2014 – Candidatura come Most Fun Friendship per "Taylor Swift and Everybody"[1028]

## Webby Awards
Gli Webby Awards sono noti anche come Annual Webby People's Choice Awards.
- 2015 – Premio nella categoria "Online Video - Live Expiriences" per "Reading Opens a World Of Possible with Taylor Swift"[1029]
- 2015 – Premio nella categoria "Mobile Sites & Apps - Music" per "American Express Unstaged: Taylor Swift Experience"[1030]
- 2020 – Best Art Direction per Lover[1031]
- 2021 – Candidatura nella categoria "Video: Music Video" per The Man[1032]
- 2024 – Premio nella categoria "Social: Feature: Best Creator or Influencer Collaboration (Webby Winner)" per "Vote.org + Taylor Swift on National Voter Registration Day"[1033]
- 2024 – Premio nella categoria "Social: Feature: Best Creator or Influencer Collaboration (People's Voice Winner)" per "Vote.org + Taylor Swift on National Voter Registration Day"[1033]
- 2025 – Best Community Engagement (Webby Winner) per For A Fortnight Challenge[1034]
- 2025 – Best Community Engagement (People's Voice Winner) per For A Fortnight Challenge

## Weibo Starlight Awards
- 2019 – Most Influential Musician (Western)[1035]
- 2021 – Kings of Stars[1036]
- 2021 – Western Hall of Fame Award

## Weibo Music Awards
- 2024 – Candidatura come Person of the Year[1037]
- 2024 – Candidatura come Song of the Year per Fortnight
- 2024 – Candidatura come Music Video of the Year per Fortnight
- 2024 – Candidatura come Concert of the Year per il The Eras Tour

## World Music Awards
- 2010 – Candidatura come World's Best Pop/Rock Artist[1038]
- 2010 – Candidatura come World's Best Album per Fearless
- 2012 – Candidatura come World's Best Female Artist[1039]
- 2012 – Candidatura come World's Best Live Act
- 2012 – Candidatura come World's Best Entertainer of the Year
- 2012 – Candidatura come World's Best Album per Red
- 2012 – Candidatura come World's Best Song per We Are Never Ever Getting Back Together
- 2012 – Candidatura come World's Best Video per We Are Never Ever Getting Back Together

## World Soundtrack Awards
- 2023 – Candidatura come Best Original Song per Carolina[1040]

## Worldwide Radio Summit Industry Awards
- 2015 – Major Label Artist Of The Year a Taylor Swift, BMLG/Republic[1041]

## Wowie Awards
- 2024 – Candidatura come Best Documentary (The Hot Doc Award) per Taylor Swift: The Eras Tour[1042]

## WQP Movies, Tv & Music Awards
- 2021 – Artista + Wow[1043]
- 2021 – Álbum del Año per Folklore
- 2021 – Canción + Wow del Año per Cardigan
- 2021 – Mejor Canción de Película per Only The Young
- 2021 – Mejor Documental Musical per Miss Americana
- 2021 – Candidatura come Mejor Documental Musical per Folklore: The Long Pond Studio Sessions

## Yanofsky Awards
- 2010 – Candidatura come Artista del Año[1044]
- 2010 – Candidatura come Mejor Artista Femenina

## Young Hollywood Awards
- 2008 – Superstar of Tomorrow[1045]

## YouPop Awards
- 2020 – Favorite International Female Singer[1046]

## Youth Rock Awards
- 2011 – Candidatura come Rockin Music Video of the Year per The Story Of Us[1047]

## YouTube Creator Awards
- 2009 – Silver Creator Award
- 2012 – Gold Creator Award
- 2014 – Diamond Creator Award
- 2022 – Custom Creator Award[1048]

## YouTube Music Awards
- 2013 – Candidatura come Artist of the Year[1049]
- 2013 – Candidatura come Response of the Year per I Knew You Were Trouble
- 2013 – YouTube Phenomenon per I Knew You Were Trouble[1050]
- 2015 – 50 Artists to Watch Award[1051]

## Z Awards
- 2009 – Candidatura come Album of the Year per Fearless[1052]
- 2009 – Candidatura come Favorite Celeb Couple per Taylor Swift e Taylor Lautner
- 2010 – Candidatura come Album of the Year per Speak Now[1053]
- 2010 – Candidatura come Favorite Fan Forum per TaySwift
- 2011 – Candidatura come Favorite Fan Site per taylorswiftweb[1054]
- 2012 – Candidatura come Album of the Year per Red[1055]
- 2012 – Candidatura come Favorite Fan Site per ihearttaylor
- 2012 – Candidatura come Guilty Pleasure Song per We Are Never Ever Getting Back Together

## Žebřík Music Awards
- 2009 – Candidatura come Foreign New Artist[1056]
- 2014 – Premio Bronze come Foreign Female Artist[1057]
- 2015 – Premio Silver come Foreign Female Artist[1058]
- 2016 – Premio Bronze come Foreign Female Artist
- 2020 – Candidatura come Foreign Female Artist of the Year
- 2020 – Candidatura come Foreign Album of the Year per Folklore
- 2023 – Premio come Foreign Female Artist of the Year (2022)[1059]
- 2024 – Premio come Foreign Female Artist of the Year (2023)[1060]